# Zakłady Przemysłu Bawełnianego „Frotex”
Zakłady Przemysłu Bawełnianego „Frotex” S.A. – przedsiębiorstwo, które zajmowało się produkcją wyrobów włókienniczych w latach 1845–2010. Był to największy pracodawca w Prudniku. W latach świetności zakładów pracowało w nich 4 tysiące osób. Od grudnia 2011 marka „Frotex” należy do spółki Greno.
Wyroby tekstylne produkowane we „Frotexie” były sprzedawane do krajów takich jak Włochy, Belgia, Dania, Słowenia, Chorwacja, Węgry, Hiszpania, Wielka Brytania, Tajlandia, Japonia, Stany Zjednoczone czy Australia.
Zakład posiadał prawo do posługiwania się godłem „Najlepsze w Polsce” przyznawanym w konsumenckim konkursie jakości producentów organizowanym przez Towarzystwo im. Hipolita Cegielskiego.

## Historia

### Początki działalności (1827–1864)
Twórcą zakładu był Żyd Samuel Fränkel z pobliskiej Białej, który w 1827 roku osiedlił się w Prudniku. Otworzył on sklep w kamienicy na Rynku, w którym handlował m.in. tkaninami wytwarzanymi w lokalnych warsztatach. W 1843 Fränkel posiadał jedną prasę oraz bielarnię trawnikową. W latach 40. XIX wieku wszedł w spółkę z prudnickimi przedsiębiorcami włókienniczymi – Isaackiem Mokrauerem, Johannem Esslerem, Kalmannem, Borkertem oraz wdową Schneider, w celu polepszenia jakości oraz poszerzenia produkcji. Fränkel postanowił założyć zakład, w którym odbywałby się cały proces produkcyjny. W 1847 r. 150 z 240 prudnickich krosien należało do Fränkla. Przed prudnicką Górną Bramą wzniesiono budynek suszarni i magla. W 1847 r. Fränkel przejął spółki swojego największego konkurenta Augusta Thilla.
W 1848 r. ministerstwo handlu i rzemiosła rozpatrzyło pozytywnie wniosek Fränkla o dofinansowanie zakupu trzywałkowego kalandra. Jego zakład zatrudniał wówczas 340 osób. W 1850 r. wartość produkcji zakładu wyniosła 103 000 talarów, z czego 16 000 przypadało na produkty bawełniane, 20 000 na półlniane, 67 000 na wyroby lniane. Niemal połowę rocznej produkcji zbywano za granicę, w tym w Stanach Zjednoczonych. Zatrudnionych w zakładzie było 271 osób, a już w następnym roku działalności wzrosło do 400 osób. Rozszerzono także asortyment. W ofercie zakładu znalazły się materiały z tureckiej przędzy bawełnianej oraz owczej wełny. W fabryce zainstalowano prasę oraz cylinder do strzyżenia, służące do wytwarzania materiałów obiciowych. W 1852 wartość wyprodukowanego towaru wyniosła 150 000 talarów. Dobudowano apreturę oraz bielarnię, działającą w do tej pory nieznanym na kontynencie systemie irlandzkim. W 1855 zakupiono parcelę wałkowni sukna oraz młyna kołatającego, na której wzniesiono biuro ekspedycji tkackiej oraz magazyn. W zakładzie Fränkla pracowało 1700 osób, a wartość produkcji wynosiła 170 000 talarów.
Fränkel założył spółkę komandytową, w skład której weszli chałupnicy z Głuchołaz, Korfantowa oraz Kietrza, dzięki czemu zmonopolizował przemysł płócienniczy w rejencji opolskiej. W 1857 zakupił folusz, a w 1859 w zakładzie zainstalowano nieznany dotąd w Niemczech typ maszyny – Beatling Mills, który służył do uszlachetniania gotowych wyrobów. Prudnickie wyroby prezentowane były na targach i wystawach m.in. w Monachium, Berlinie, Paryżu oraz Londynie. Zdobywały uznanie, co wpływało na ich rosnącą popularność.
Na początku lat 60. XIX wieku dla Fränkla pracowało łącznie 1900 osób. Powiększono budynek magla, w 1862 wybudowano nową suszarnię. W 1863 r. Fränkel odkupił 7 morgów ziemi w pobliżu zakładu. Wzniósł w tym miejscu budynek, który pomieścił 7 par irlandzkich bijaków myjących, 2 zgarniaki mydlarskie, 8 ciągów Beatling Mills, 8 kotłów parowych oraz 2 wałki myjące. W tym samym czasie wybudowano też kotłownię. W 1864 r. rozbudowano podgrzewalnię i bielarnię i zakupiono 20 morgów ziemi w celu utworzenia bielarni trawnikowej. 1 grudnia 1864 przedsiębiorstwo zostało przekształcona w otwartą spółkę handlową Offene Handelsgesellschaft S. Fränkel. Akcjonariuszami, oprócz Samuela Fränkla, zostali jego syn Albert oraz zięć Josef Pinkus.

### Offene Handelsgesellschaft S. Fränkel(1864–1914)

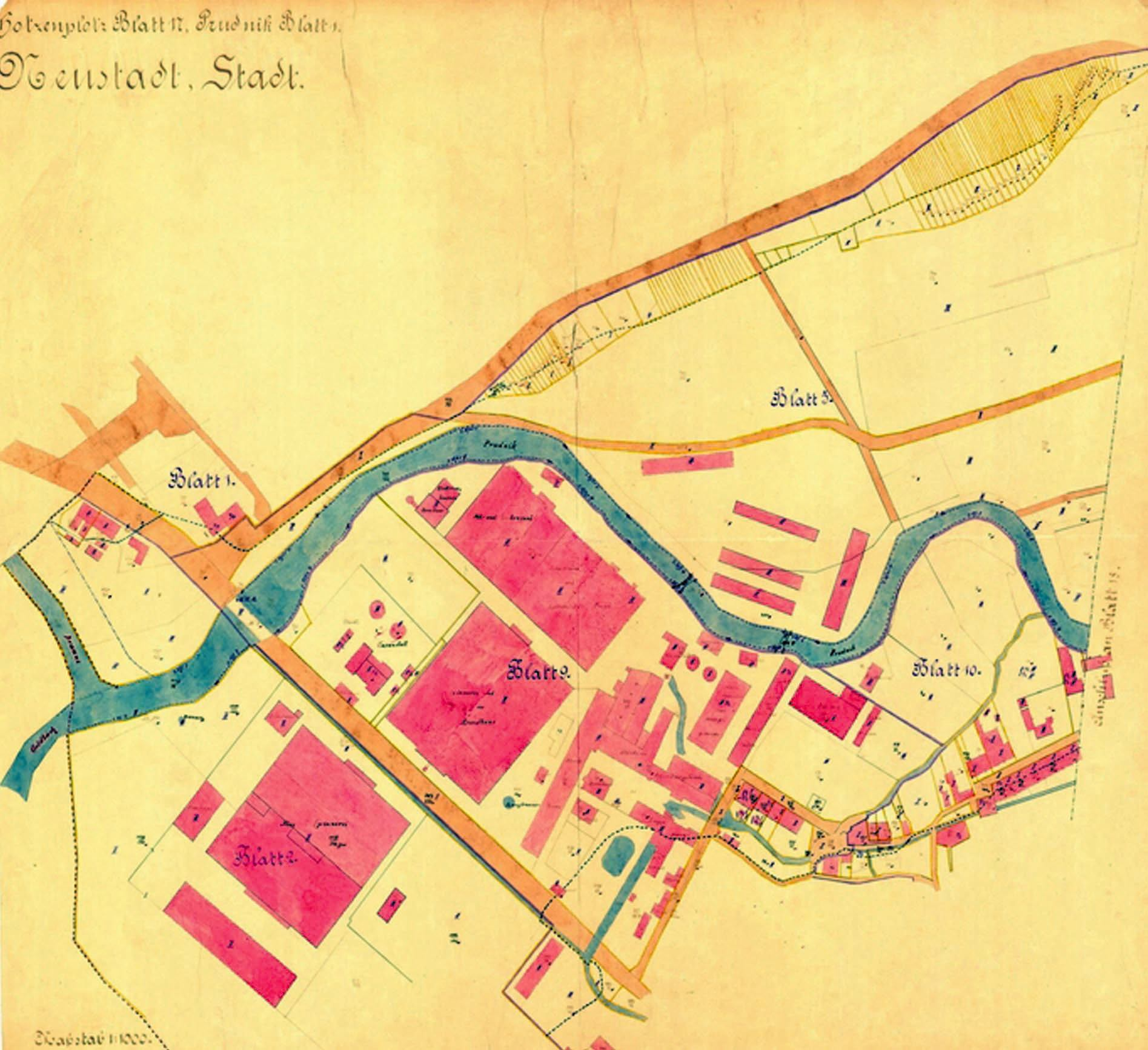
Plan zakładów S. Fränkel z przełomu XIX i XX wieku

Felix Triest w wydanej w 1865 r. książce przedstawił przedsiębiorstwo Fränkla jako „działającą od 30 lat i prężnie rozwijającą się firmę”. Zdaniem Triesta, było to „wiodące przedsiębiorstwo na Górnym Śląsku”.
Po zakończeniu wojny prusko austriackiej (1866) zbudowano, według projektu Schmidta z Wrocławia, tkalnię mechaniczną o powierzchni 30 000 stóp kwadratowych. W 1869 wzniesiono apreturę i suszarnię przędzy. W samym zakładzie w Prudniku pracowało 600 osób, natomiast poza nim kolejne 5000, w charakterze pracowników spółek komandytowych w filii w Korfantowie, Głuchołazach oraz Kietrzu, bądź chałupników wykorzystujących warsztaty domowe. Dla spółki S. Fränkel działało łącznie 2000 krosien ręcznych oraz 213 maszynowych. Powierzchnia fabryki wynosiła 48 morgów. Energię dostarczało do niej 7 maszyn parowych o łącznej mocy 150 koni mechanicznych. Według Augustina Weltzla, prudnicka fabryka przodowała wśród niemieckich producentów wyrobów adamaszkowych, a jej tkaniny sprzedawano na całym świecie.

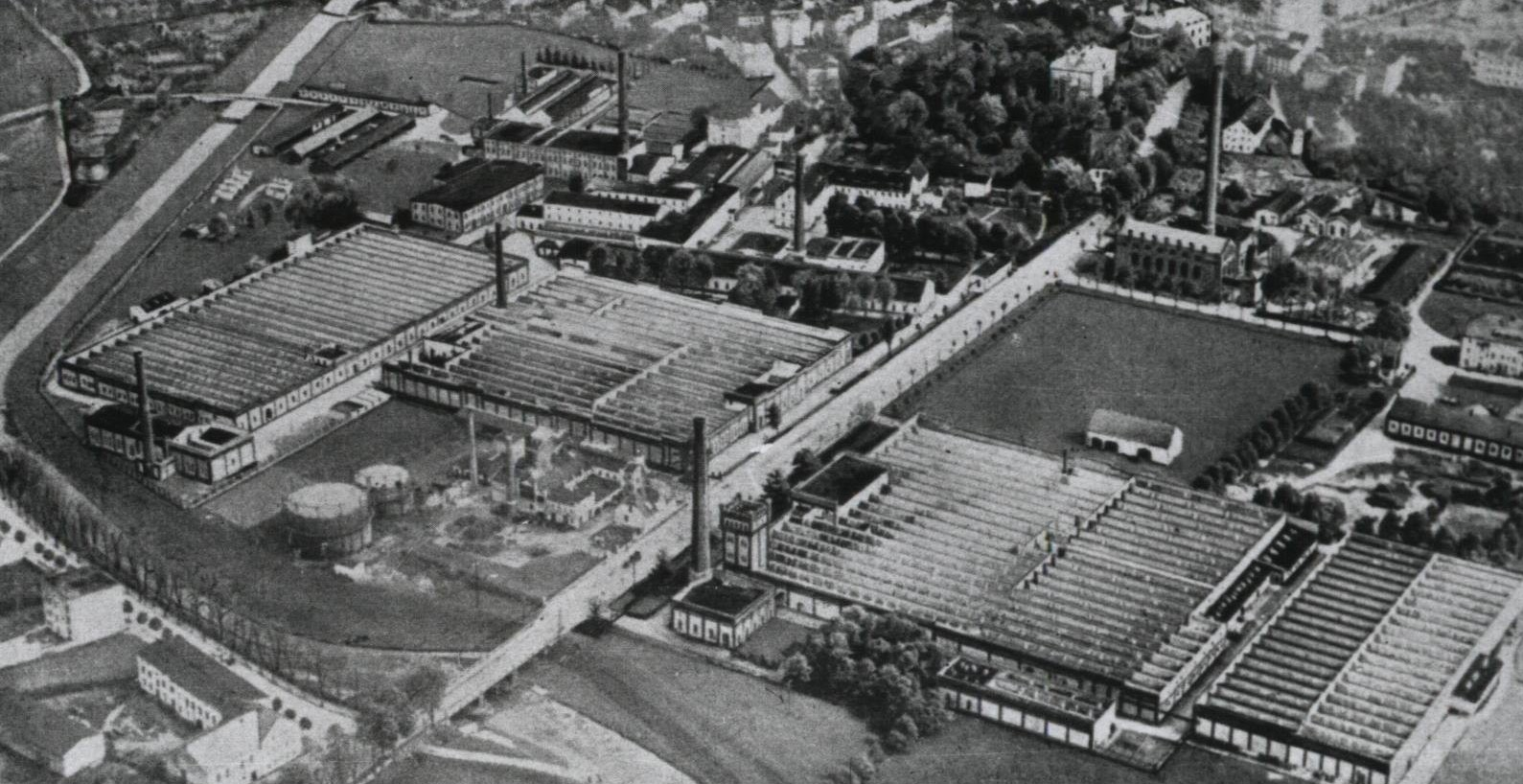
Zakład Fränkla wraz z gazownią

Rozbudowę i modernizację zakładu kontynuowano w latach 70. XIX wieku. W 1872 uruchomiono magiel w budynku wykańczalni. W latach 1873–1874 wzniesiono fabryczną gazownię, po czym wydzierżawiono farbiarnię, w której korzystano jedynie z najszlachetniejszych barw, przede wszystkim z czerwieni tureckiej. Rozwój przedsiębiorstwa był ograniczony brakiem dużej i nowoczesnej bielarni. Dlatego w 1875 r. zakupiono starą bielarnię w Podlesiu, na terenie której w 1877 utworzono nowoczesny zakład urządzony na wzór angielski. W Prudniku powstał budynek administracyjno-magazynowy, w którym umieszczono również drukarnię, pracownię rysownika, hafciarnię i szwalnię. Zorganizowano wytwórnię kartonu oraz pracownię fotograficzną. Jednocześnie powstało zaplecze warsztatowe oraz sanitarne. W 1874 r. wartość majątku spółki wynosiła 8 795 292,68 marek, w samym zakładzie w Prudniku pracowało 669 osób, a w 1879 – 900 osób. Do rozwoju przedsiębiorstwa przyczyniło się doprowadzenie kolei do Prudnika w 1876 r. (linia kolejowa Katowice – Legnica).

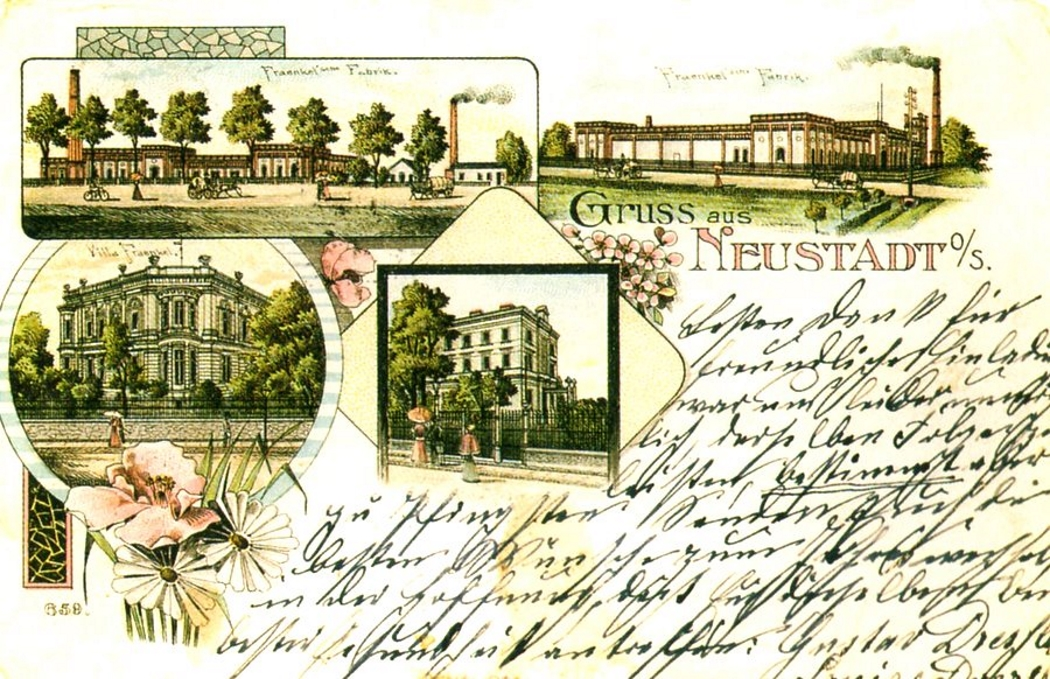
Pocztówka przedstawiająca zakłady S. Fränkel

W 1881 r. wzniesiono nowy budynek kantoru, w 1884 krochmalnię oraz zatroszczono się o zaplecze sanitarne dla robotników. W 1885 dobudowano pralnię, w 1886 utworzono gazownię olejową. Fabryka w Prudniku stanowiła wówczas w pełni wyposażony zakład produkcyjny. Wytwarzano m.in. bieliznę, serwetki i obrusy. Spółka posiadała swoich przedstawicieli w Berlinie, Londynie i Nowym Jorku. Wartość majątku spółki podwoiła się, w 1886 była równa 16 099 711,99 marek.
Współudziałowcy spółki S. Fränkel tworzyli 3 grupy robocze. Do pierwszej należeli Josef Pinkus i Albert Fränkel, do drugiej Abraham Fränkel, a do trzeciej Emanuel i Hermann Fränkel. W przypadku przejścia któregoś współudziałowca na emeryturę, jego miejsce zajmował inny członek rodziny. W 1887 r. do spółki wszedł Max Pinkus, który dzięki małżeństwu z Hedwig Oberländer w 1888 r. pozyskał dla przedsiębiorstwa zagraniczne przędzalnie w Úpicach, Hronovie i Světlej Horze. W 1892 r. wybudowano nowy obiekt, w którym umieszczono wykańczalnię oraz magazyn, a także wzniesiono budynki administracji. W 1893 r. rozpoczęto przyłączanie fabryki oraz nieruchomości współudziałowców do miejskiej sieci wodociągowej. Na terenie przedsiębiorstwa zorganizowano zakładową straż pożarną. W 1896 uruchomiono nową tkalnię mechaniczną. Powstały: jadalnia, wytwórnia wody mineralnej, ubikacje oraz natryski dla robotników. W 1897 r. majątek przedsiębiorstwa osiągnął najwyższą wartość w historii jego funkcjonowania – 29 656 234,03 marek. W 1898 ze spółki wystąpił Hermann Fränkel.

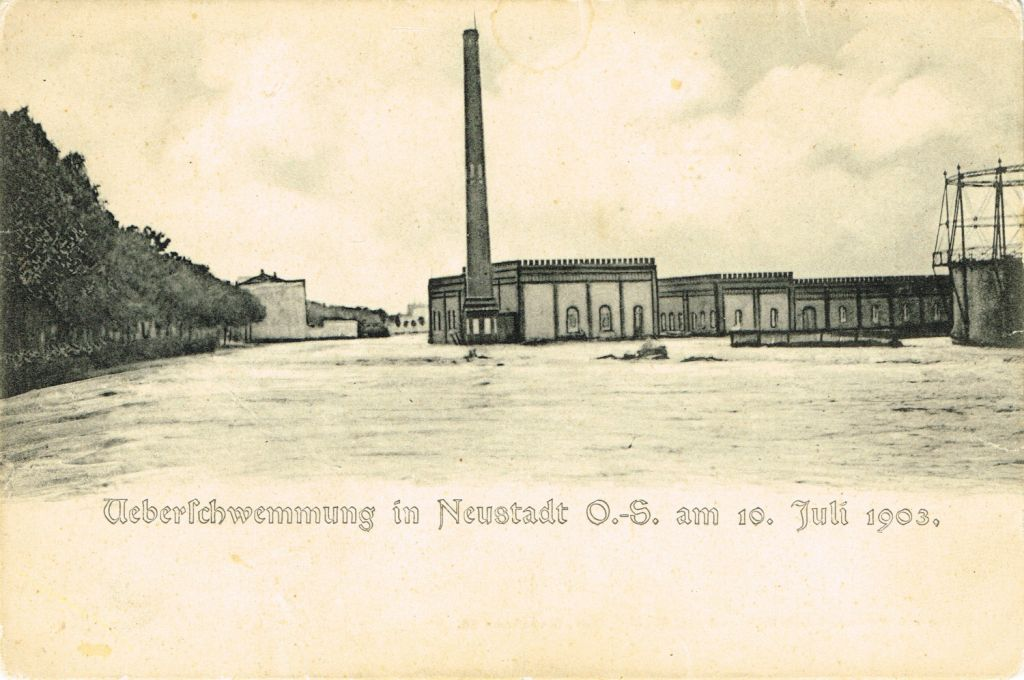
Podtopienie zakładów w wyniku powodzi w 1903

W 1901 wybudowano kolejne natryski oraz warsztat stolarski. Podjęto starania utworzenia własnej wytwórni acetylenu. Produkcję gazu rozpoczęto w 1902. Podczas powodzi w lipcu 1903 została zalana część zakładów. Właściciele spółki postarali się o umocnienie wałów i uregulowanie pobliskiej rzeki Prudnik. W latach 1903–1904 zbudowano most łączący fabrykę z drogą prowadzącą na dworzec kolejowy. W 1904 otwarto szpital dla robotników fabryki zbudowany z inicjatywy Maxa i Hedwig Pinkusów, przekazany miastu w 1910. W 1907 przyłączono nową tkalnię do wewnętrznej sieci telefonicznej, a w 1908 uruchomiono siłownię elektryczną. Zmieniono asortyment, gdy uruchomiono tkalnię frotową. Fabryka zaczęła produkować tkaniny pętelkowe, będące w tym czasie nowością na Śląsku. W 1909 zmarli Josef Pinkus i Albert Fränkel. Miejsce Josefa w zarządzie spółki zajął jego syn Max, Alberta natomiast jego syn Kurt. W 1910 r. w zakładzie działało 1320 krosien mechanicznych i 410 ręcznych, a także 450 maszyn szwalniczych konfekcji, bielarnia, farbiarnia oraz wykańczalnia. Według Arkadiusza Barona, nie później niż w 1912 fabryka posiadała 1400 krosien mechanicznych oraz 216 ręcznych. W spółce pracowało wówczas około 3700 robotników, a oprócz tego w domach pracowało 187 chałupników, m.in. z Prudnika, Łąki Prudnickiej, Pokrzywnej, Głuchołaz i Dytmarowa.

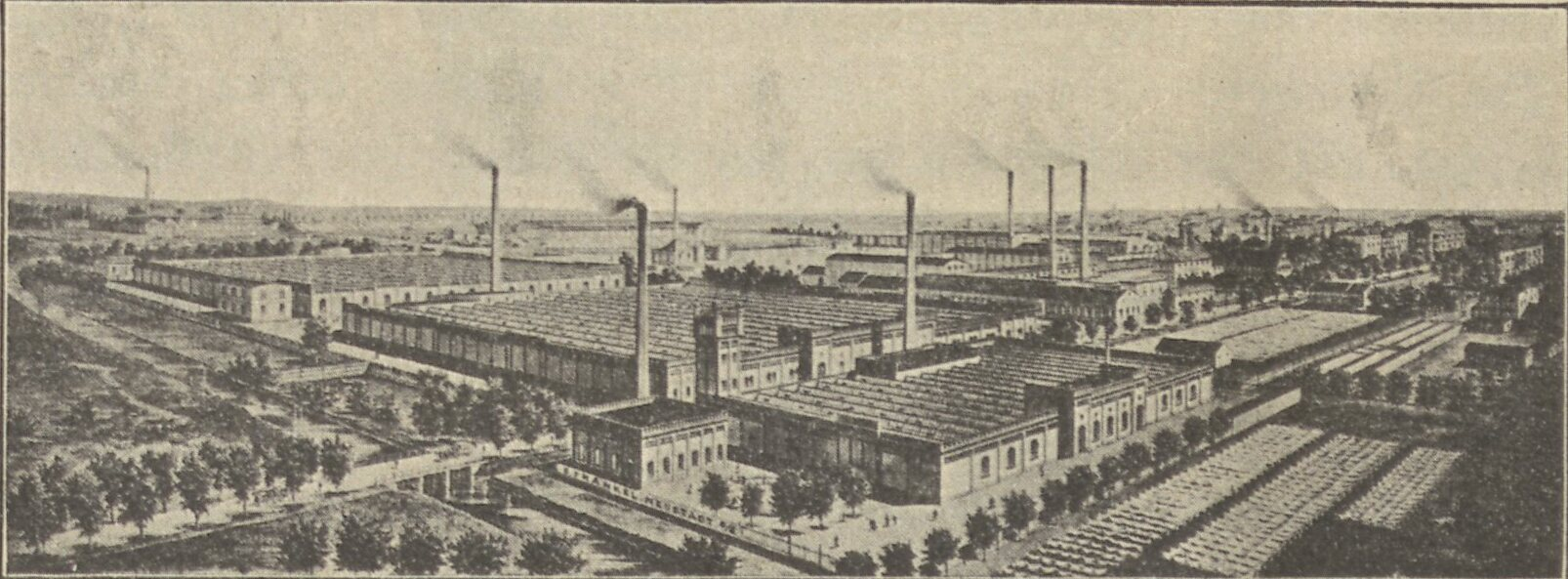
Zdjęcie zakładów z publikacji Historia miasta Prudnika na Górnym Śląsku Jana Chrząszcza (1912)

Lniane, adamaszkowe obrusy z Prudnika zdobiły stoły hinduskich maharadżów, rosyjskich dworów carskich i hiszpańskiego dworu królewskiego. Składały się na wyposażenia hoteli m.in. w Nowym Jorku i San Francisco w Stanach Zjednoczonych, Melbourne w Australii oraz Jokohamie w Japonii, a także hoteli „Savoy” w Berlinie i „Schlosshotel” w mieście Gotha. Pościel z Prudnika była używana przez Grand Hotel w Paryżu. Ponadto, prudnickie wyroby znalazły się na stołach „wielkich parowców oceanicznych” – przypuszczalnie Hamburg-Amerika-Linie. Powielana w opracowaniach i przekazach słownych legenda, jakoby obrusy, serwety lub ręczniki z Prudnika znajdowały się na pokładzie „Titanica”, nie znalazła potwierdzenia w dokumentach (wyłącznym dostawcą bielizny na „Titanica” była irlandzka firma Lissadell Liddell). Eksponowane były m.in. w Budapeszcie, Lipsku, Kolonii, Amsterdamie, Królewcu, Barcelonie. Alfons XIII, król Hiszpanii, przyznał zakładom S. Fränkel specjalny dyplom.

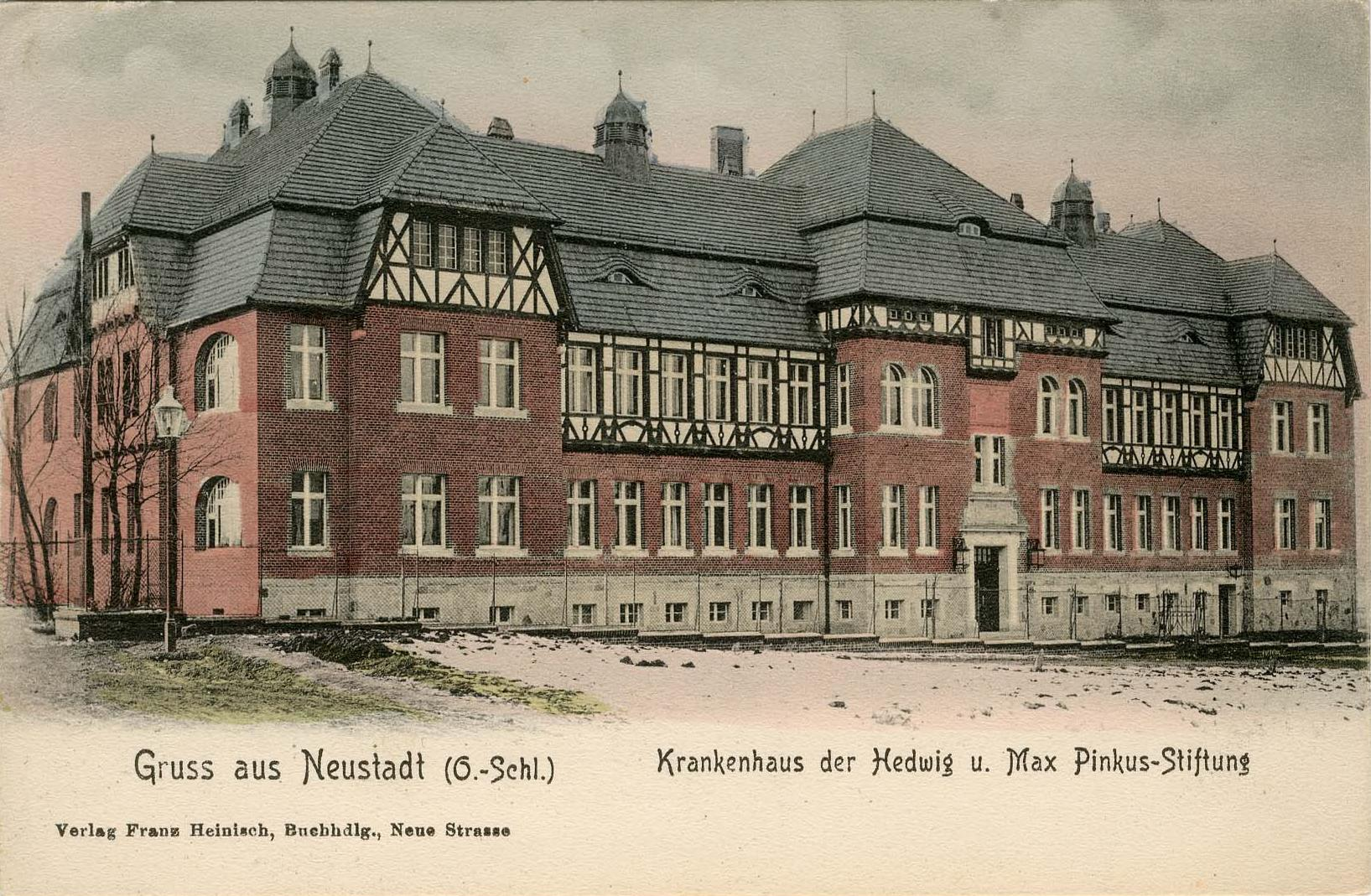
Szpital dla robotników zakładu (współczesny Szpital Powiatowy)

Przed wybuchem I wojny światowej postarano się o rozbudowę zaplecza sanitarnego. Powstały nowe kuchnie, toalety oraz natryski. Zamontowano ogrzewanie oraz zmodernizowano system wentylacji. Właściciele spółki kompleksowo zadbali o swoich pracowników i ich rodziny. Inwestowali w budownictwo mieszkaniowe, budowali nowe domy i ulice. W gazecie „Polak” wydanej 12 grudnia 1911 zauważono: „Prudnik. (Godne naśladowania). Firma kupiecka S. Fraenkel udzieliła swym żonatym pracownikom ze względu na panującą drożyznę na czas następujących czterech miesięcy tygodniowego dodatku do zarobku i to w stosunku do liczby dzieci, jaką robotnicy mają. Wsparcie najniższe wynosi 1 mk., a najwyższe 3 marki na tydzień. Wsparcie otrzymują ci robotnicy, którzy zarabiają nie więcej niż 24 marki na tydzień. Przykład to godny naśladowania!”.

### I wojna światowa (1914–1918)
W 1913 spółka zatrudniała 4000 pracowników. Rocznie produkowano 1600 ton gotowych wyrobów, z czego 70% przeznaczone było na eksport. Wybuch I wojny światowej powstrzymał dynamiczny rozwój fabryki. Dotychczasowy zagraniczny rynek zbytu skurczył się, gdyż w dużej mierze ulokowany był w państwach walczących przeciwko Cesarstwu Niemieckiemu, m.in. w Wielkiej Brytanii, Stanach Zjednoczonych i Belgii. Wartość sprzedaży w państwach neutralnych oraz na rynku krajowym nie wyrównała strat wywołanych m.in. blokadą wprowadzoną przez Wielką Brytanię. Zyski przedsiębiorstwa zaczęły rosnąć dzięki zamówieniom na potrzeby wojskowe oraz inflacji. Problemem stała się dostępność surowców. W 1915 zaprzestano importu bawełny, natomiast len był reglamentowany przez władze państwowe.
Właściciele spółki zaangażowali się w wojnę finansowo. W 1914 r. spółka zakupiła pożyczki wojenne (Kriegsanleihe) o wartości miliona marek. Rok później zakupiono trzy edycje wojennych pożyczek austriackich, wartych 105 000 koron. W 1917 r. suma pożyczek w depozytach bankowych spółki wynosiła 2 550 000 marek oraz 150 000 koron. Pod koniec wojny zadłużenie państwa wobec spółki S. Fränkel wynosiło 4 100 000 marek. Z powodu przegranej wojny przez Niemcy, a także powojennej inflacji i finansowych trudności państwa przez konieczność spłacania reparacji, spółka nigdy nie odzyskała pieniędzy.

### Dwudziestolecie międzywojenne (1918–1939)

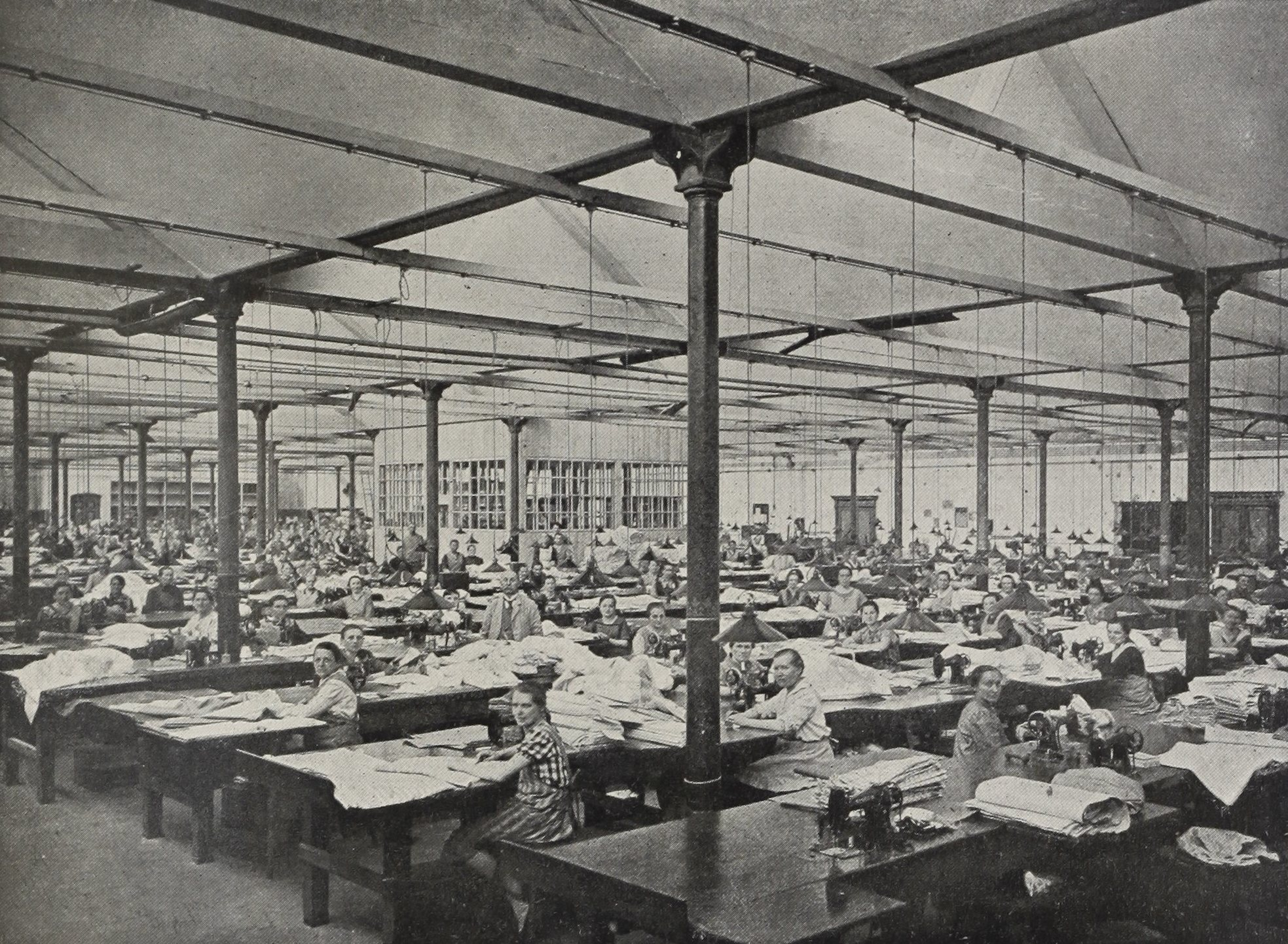
Pracownice fabryki

Po zakończeniu wojny spółka zmagała się z brakiem zamówień i trudnościami ze zbytem na rynku wewnętrznym. W 1919 r. przyniosła straty w wysokości 687 748 marek. Z powodu wstrzymania dostaw lnu z Rosji, fabryka musiała częściowo zmienić asortyment wprowadzając do produkcji tkaniny bawełniane, półlniane, jedwabne dekoracyjne oraz merceryzowane, do wyrobu których potrzebne były wyspecjalizowane urządzenia, zainstalowane w fabryce w 1919 r. i uruchomione rok później. Przedsiębiorstwo zaczęło stopniowo wracać na drogę rozwoju. W 1922 r. zbudowano transformator fabryczny, następnie podłączono zakład do miejskiej sieci elektrycznej. W wyniku ustawy wywłaszczeniowej spółka S. Fränkel utraciła przędzalnie oraz majątki ziemskie w Czechosłowacji. W 1922 r. pozyskano nowy zakład w Kubicach, a w 1925 r. przędzalnię w Bielefeld.

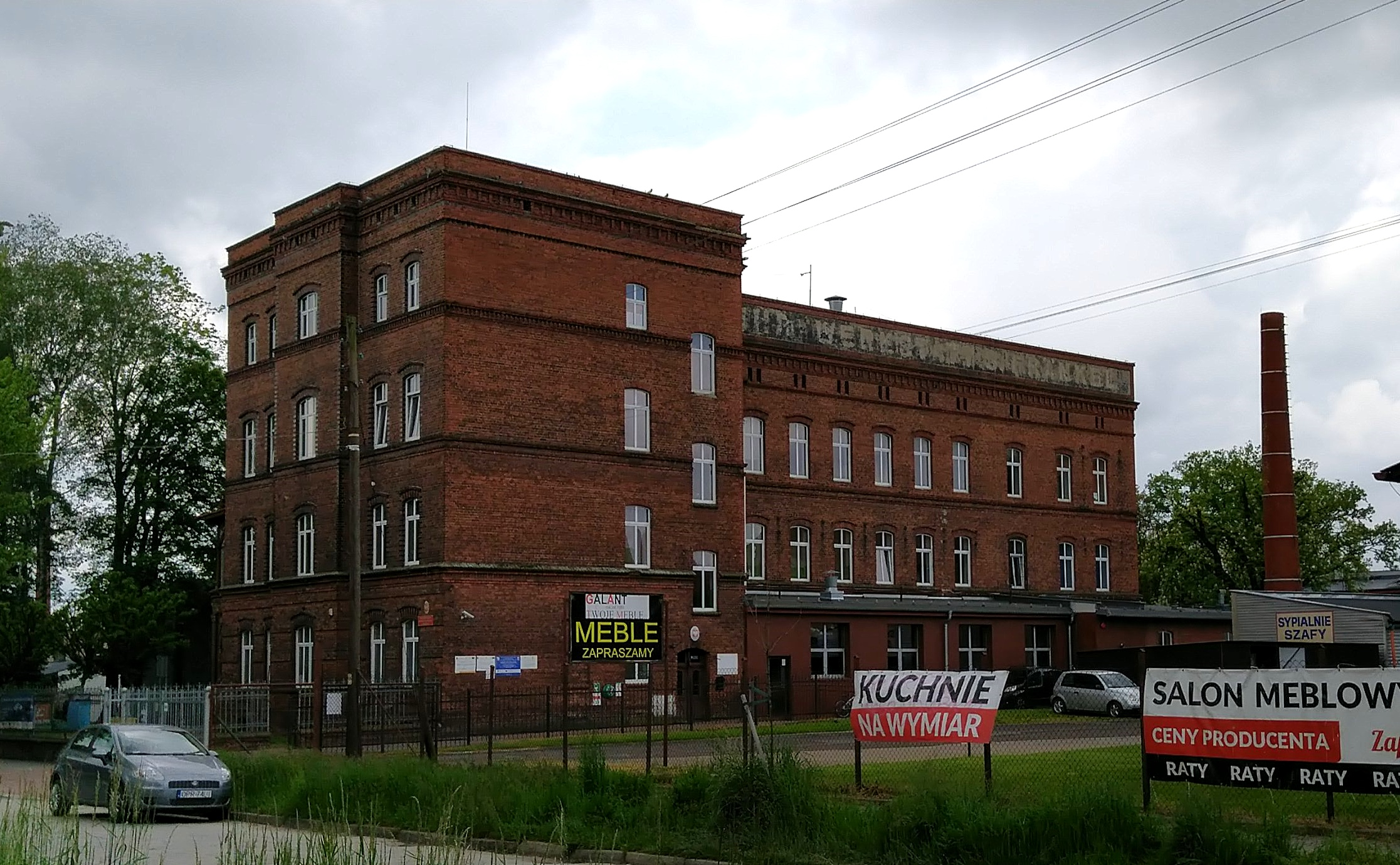
Szkoła przyzakładowa przy ul. Prężyńskiej (od 2022 CKZiU)

Od początku lat 20. XX wieku przeprowadzono szereg prac budowlanych, m.in. przebudowano apreturę, zmieniono fasadę magla, utworzono świetlicę z kominkiem oraz rozbudowano zaplecze sanitarne. W 1927 r. fabryka osiągnęła wartość produkcji zbliżoną do poziomu sprzed wojny. W latach 1927–1929 zatrudnienie w fabryce sięgało 3500 osób, a roczna wysokość produkcji przekraczała 6 milionów metrów materiału. Prowadzono wieczorowe kursy doszkalające, umożliwiające zatrudnionym podnoszenie kwalifikacji. W czerwcu 1928 postanowiono otworzyć przyzakładową szkołę, mającą kształcić przyszłych tkaczy oraz innych robotników. Siedzibą szkoły był budynek przy ulicy Prężyńskiej. Do szkoły uczęszczali zarówno mężczyźni i kobiety. Otwarcie Warsztatu Szkoleniowego i Przyzakładowej Szkoły S. Fränkel (Lehrwerkstatt und Werkschule S. Fränkel) nastąpiło 20 listopada 1928.

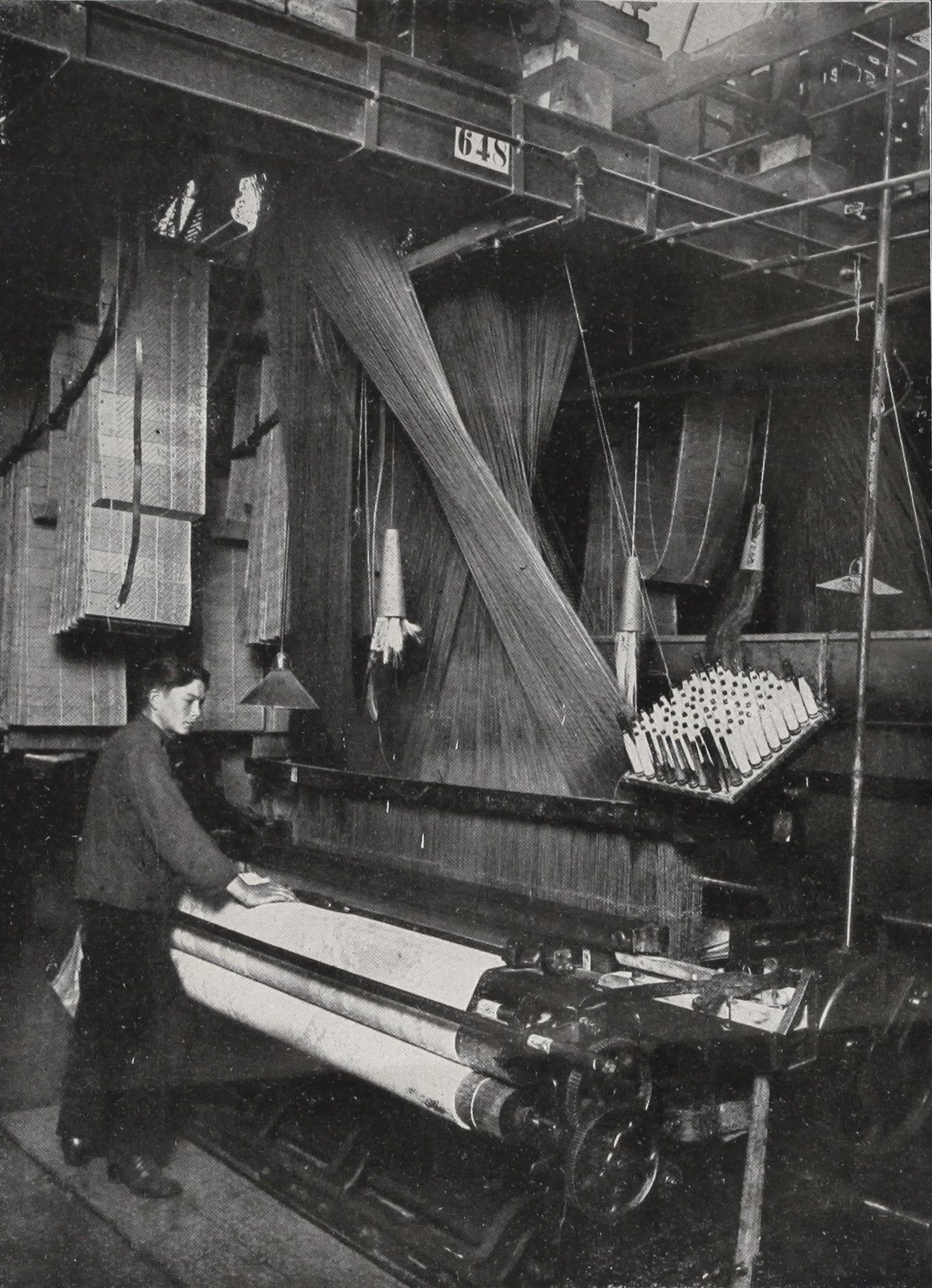
Maszyna żakardowa w zakładzie

W 1931 r. zakłady były wyposażone w 1800 krosien, w tym 1500 żakardowych, 120 pętelkowych, 80 służących do wyrobu płócien lnianych oraz 40 krosien ręcznych do wyrobu tkanin specjalnych wysokiej jakości. Kryzys trwający od końca lat 20. XX wieku spowodował konieczność reorganizacji otwartej spółki handlowej w spółkę akcyjną. Zatrudnienie w zakładzie spadło do ponad 900 osób, a spółce groziła upadłość.
4 grudnia 1934 spółka akcyjna została wpisana do rejestru handlowego pod nazwą S. Fränkel Aktiengesellschaft, Tischzeug- Leinwand- und Frottierwarenfabrik. Udziałowcami byli Hans Pinkus i Ernst Fränkel posiadający 65% akcji oraz Robert Holvoet z 35% udziałów. Spółka nadal przynosiła straty. Zwiększenie eksportu okazało się nierentowne, gdyż towary sprzedawano za ceny niższe niż krajowe. W roku rozliczeniowym trwającym od 1 lipca 1935 do 30 czerwca 1936 spółka wykazała stratę 29 898,11 marek. Mimo tego wzrosło zatrudnienie, które osiągnęło poziom 1600 osób. W 1938 r. spółka przyniosła zysk o wartości 93 601,90 marek, a w fabryce pracowało 1800 osób.
Po nocy kryształowej w listopadzie 1938, członkowie rodziny Fränklów i Pinkusów opuścili Prudnik. Ich akcje i majątek przejęły władze III Rzeszy.

### II wojna światowa (1939–1945)

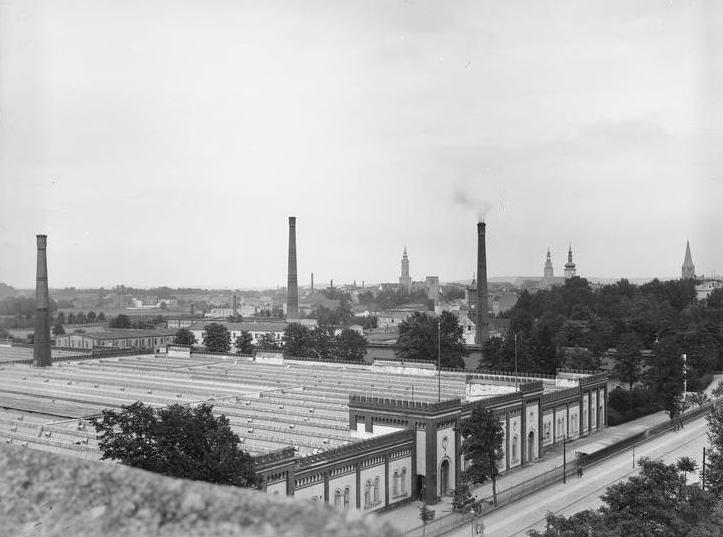
Widok z wieży ciśnień zakładów

W czasie II wojny światowej akcjonariuszami spółki byli m.in. Frida Otto, Robert Holvoet, Adolf Thamm i Georg Eichner. Nazwa spółki została zmieniona na Schlesische Feinweberei AG Neustadt O.S. W 1939 r. naziści rozpoczęli demontaż i systematyczne wywożenie maszyn włókienniczych z zakładu w celu uzyskania wolnych powierzchni pod lokalizację produkcji zbrojeniowej. Maszyny najczęściej magazynowano w pobliskich miejscowościach, dzięki czemu w dużym stopniu przetrwały wojnę w stanie nieuszkodzonym.
26 września 1944 roku w zakładach założono podobóz niemieckiego obozu koncentracyjnego w Auschwitz. Wcześniej na pierwszym piętrze budynku przetrzymywano Żydówki polskie i jeńców angielskich. Okna zabezpieczono kratami, a dookoła fabryki wzniesiono ogrodzenie z siatki drucianej zwieńczonej drutem kolczastym. Przetrzymywano tu około 400 kobiet (głównie były to Żydówki z Węgier). Więźniarki pracowały w tkalni razem z Niemkami, Polkami i Ukrainkami, gdzie obsługiwały maszyny przędzalnicze. Jeńcy obozu szyli pokrowce do spadochronów. Kierownikami obozu zostali SS-Oberscharführer Paul Heinrich Theodor Müller i Bernhard Becker, którzy mieli do dyspozycji 20 SS-Mannów. Müller wcześniej pełnił funkcję komendanta obozu kobiecego w Birkenau, a przed samym przeniesieniem do Prudnika zajmował stanowisko komendanta załogi SS w Monowitz. Max Krause, szef prudnickiego Gestapo, dokonywał niezapowiedzianych inspekcji na terenie fabryki. Cechowało go szczególne okrucieństwo. Kobiety pracowały 6 dni w tygodniu od 6:00 do 18:00, z półgodzinną przerwą obiadową. 39 więźniarek zostało zamordowanych lub zmarło z powodu trudnych warunków pracy. Ich zwłoki chowano na prudnickim cmentarzu żydowskim przy ul. Kolejowej. Pozostałe, w styczniu 1945, zostały ewakuowane pieszo do obozu w Groß-Rosen. Gdy żołnierze radzieccy wkroczyli do Prudnika, część wyposażenia zakładów została wywieziona.

### Polska Ludowa (1945–1989)
10 sierpnia 1945 polskie władze przejęły dawne zakłady włókiennicze Fränkla. Stały się one trzonem Śląskich Zakładów Tekstylno-Konfekcyjnych. Miesiąc później rozpoczęto produkcję w uporządkowanych halach. W 1948 otrzymały nazwę Państwowe Zakłady Przemysłu Bawełnianego, a w 1949 zmieniono ją na Prudnickie Zakłady Przemysłu Bawełnianego im. Powstańców Śląskich „Frotex”. W tym okresie były one jedynym producentem tkanin bawełnianych i lnianych na Śląsku Opolskim. W okresie planu sześcioletniego wybudowano nową halę produkcyjną. W 1958 zakłady zatrudniały 2500 pracowników, co czyniło je największym przedsiębiorstwem w mieście. W tymże roku ukończono budowę żłobka przy ul. Ogrodowej, który należał do „Frotexu”. W 1965 nazwę fabryki zmieniono na Zakłady Przemysłu Bawełnianego „Frotex” w Prudniku. Zakład składał się wówczas z tkalni i wykańczalni zlokalizowanych w Prudniku oraz przędzalni i bielni w Podlesiu.

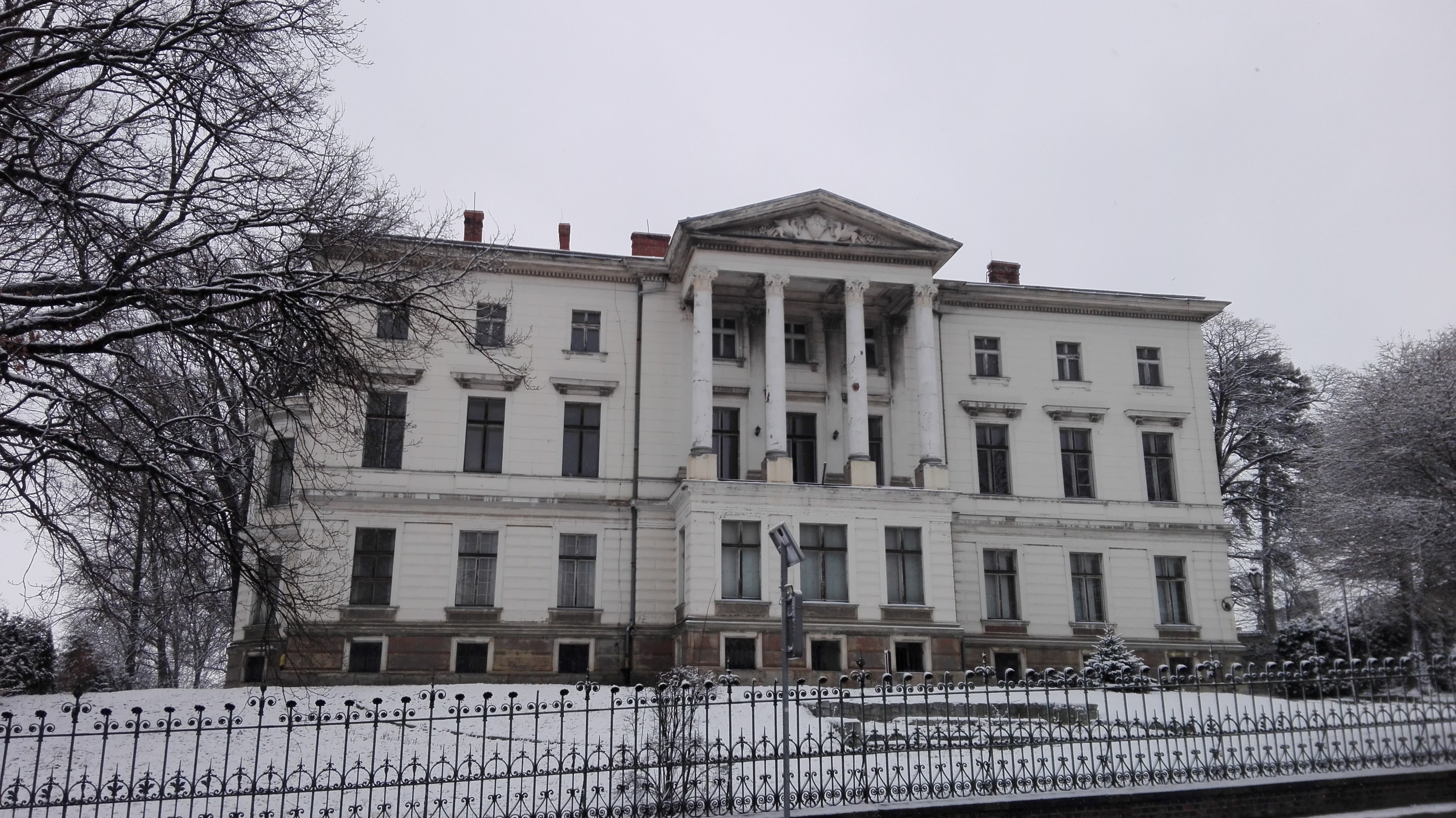
Willa, w której mieściło się przedszkole zakładowe

Fabryka posiadała własną stołówkę, żłobek i przedszkole zakładowe oraz ośrodek zdrowia, a przy ulicy Prężyńskiej funkcjonowała szkoła przysposobienia zawodowego. Uczęszczały do niej głównie dziewczęta pochodzące ze wsi, które szkoliły się na włókniarki. Szkoła posiadała swoją własną pracownię, internat, boisko i ogródek, którym zajmowały się uczennice.
Nastąpił okres odzyskiwania dawnej świetności przedsiębiorstwa. W latach 70. XX wieku trwała sukcesywna modernizacja „Frotexu”. Dotyczyła ona między innymi gospodarki energetycznej, wodno-ściekowej oraz unowocześnienia istniejących oddziałów. Wybudowano nowe magazyny i farbiarnię oraz znacząco powiększono obszar zakładu. „Frotex” stał się czołowym producentem i eksporterem wyrobów włókienniczych w Polsce. Pracownicy, którzy w okresie PRL-u otrzymali największą ilość nagród za wzorową pracę to między innymi Tadeusz Gentelman, Maria Jarzycka, Joanna Szwed, Józef Świerkosz, Władysław Wicher i Bożena Rogowska. Działało Zakładowe Koło Kultury, które prowadziło współpracę z Polskim Związkiem Kulturalno-Oświatowym w Datyniach Dolnych w Czechosłowacji. Zakład został odznaczony Orderem Sztandaru Pracy II klasy. Podczas powodzi w sierpniu 1977 woda zalała tkalnię, farbiarnię, magazyny przędzy i tkanin surowych. Pracownicy fabryki byli ewakuowani przez żołnierzy 45 Batalionu WOP.

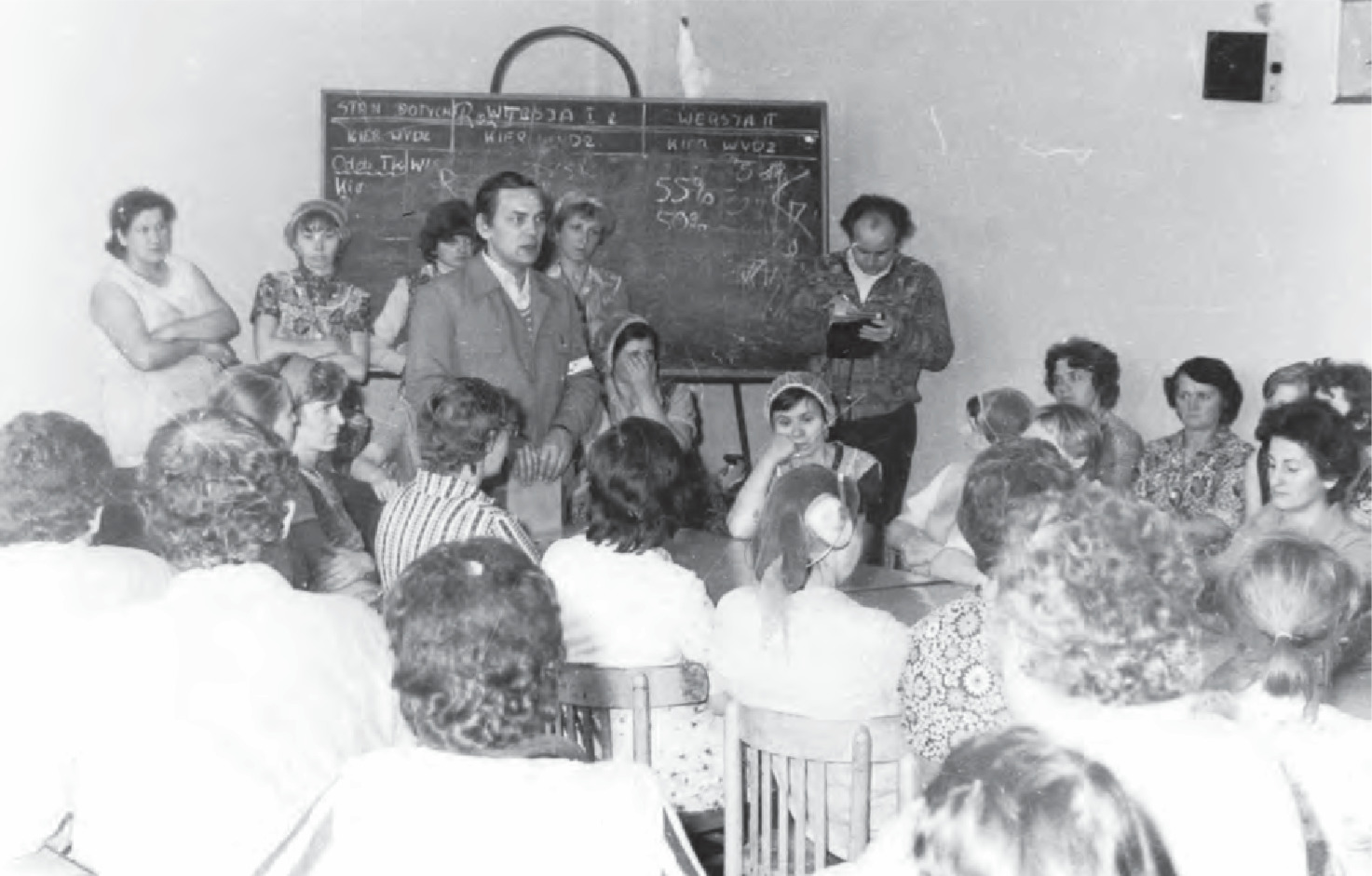
Włodzimierz Pucek przemawia do tkaczek podczas strajku we „Frotexie”

We wrześniu 1980 doszło w fabryce do największej akcji protestacyjnej w województwie opolskim. Strajk miał charakter okupacyjny. Rozpoczął się 5 września o godzinie 9:30 na Wydziale Tkalni, gdzie przerwało pracę około 400 osób. O godzinie 14:00 zaczęła strajkować druga zmiana na Wydziale Tkalni. Podobnie postąpili pracownicy drugiej zmiany na Wydziale Wykańczalni i Konfekcji, mechanicy maszyn tkackich oraz magazynierzy. 6 września strajkowało około 1500 osób. O godzinie 6:00 nie przystąpiła do pracy pierwsza zmiana. Przewodniczącym komitetu strajkowego został najpierw Stanisław Szut, pracownik magazynowy, a następnie Włodzimierz Pucek, robotnik na Wydziale Tkalni. Strajkujący domagali się podniesienia płac w granicach 800 zł, poprawienia sytuacji zaopatrzeniowej, dokonania zmian kadrowych w kierownictwie zakładu, likwidacji tzw. sklepów komercyjnych, ujednolicenia cen mięsa, oraz zagwarantowania bezpieczeństwa uczestnikom akcji strajkowej. Postulowano także odwołanie dyrektora naczelnego ZPB „Frotex”, Bolesława Pohla, oraz dwóch jego zastępców, Macieja Dudkiewicza i Henryka Wyrwisza. 8 września do strajkujących pracowników „Frotexu” dołączyła zawodowa Zakładowa Straż Pożarna. Pracownicy zostawali w zakładzie na noc i spali na podłogach. Do domu wracały głównie kobiety. W sali narad zostały umieszczone urządzenia nadawcze zakładowego radiowęzła, dzięki czemu pracownicy mogli słuchać na żywo rozmów pomiędzy dyrekcją zakładu a komitetem strajkowym. Mieszkańcy Prudnika przynosili pracownikom przez bramę zakładu kwiaty i jedzenie. Strajkowali również pracownicy przędzalni w Podlesiu należącej do „Frotexu”. Akcję strajkową we „Frotexie” zakończyło porozumienie zawarte 10 września 1980, o godzinie 3:00, pomiędzy komitetem strajkowym a przedstawicielami Zjednoczenia Przemysłu Bawełnianego i dyrekcji ZPB „Frotex”, przy udziale pełnomocnika ministra przemysłu lekkiego oraz I sekretarza Komitetu Miasta i Gminy PZPR w Prudniku. O godzinie 6:00 załoga „Frotexu” wznowiła pracę, deklarując odrobienie zaistniałych strat produkcyjnych do końca 1980.

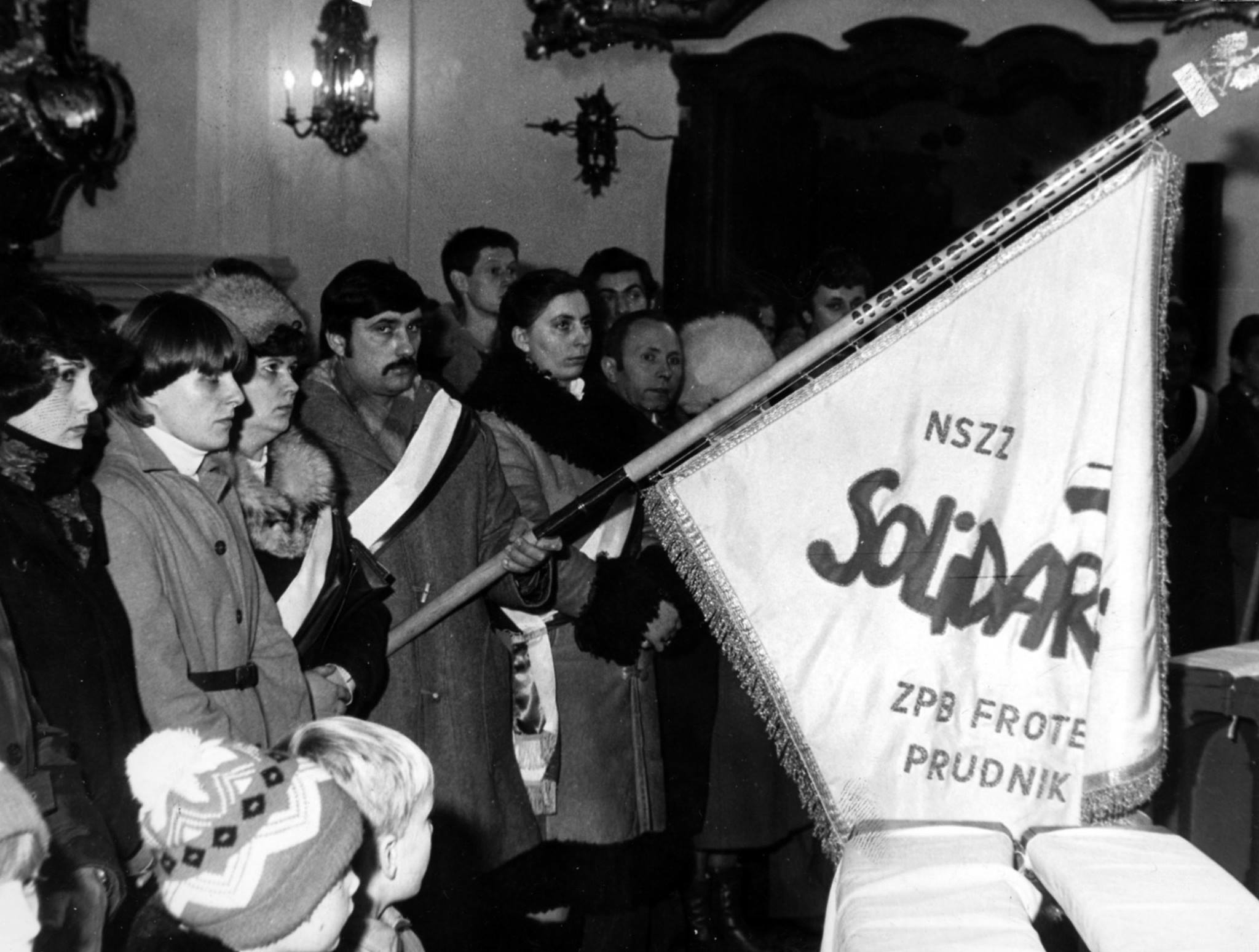
Poświęcenie sztandaru Komisji Zakładowej NSZZ „S” ZPB „Frotex“

Za przykładem „Frotexu” poszli pracownicy niektórych innych zakładów pracy z terenu Prudnika. 13 grudnia 1981 ks. biskup Wacław Wycisk poświęcił sztandar Komisji Zakładowej Niezależnego Samorządnego Związku Zawodowego „Solidarność” ZPB „Frotex”. Spotkania członków organizacji odbywały się w mieszkaniu Zofii Mularczyk, przewodniczącej „Solidarności” na oddziale wykończalni. Jego przewodniczącym został Włodzimierz Pucek, który po ogłoszeniu stanu wojennego został wysłany internowanie do Ośrodku odosobnienia w Opolu, Nysie i Grodkowie. Andrzej Oko przeprowadził we „Frotexie” zbiórkę pieniędzy na pomoc dla Pucka (uzbierano wówczas 10 tysięcy złotych). Jan Naskręt i Eugeniusz Wyspiański wykonali około 2,5 tysiąca ulotek z napisem „Solidarność zwycięży”, które zostały rozrzucone na terenie Prudnickich Zakładów Obuwia „Primus” przez Stanisława Żądło, a następnie zostały rozklejone na murach „Frotexu”. Organizacja wznowiła działalność w 1989 roku pod kryptonimem „Ręcznik”. Na jej czele stali: Czesław Dumkiewicz (przewodniczący), Eugeniusz Wyspiański (wiceprzewodniczący), Ryszard Kasza (wiceprzewodniczący), Grażyna Szymczak (sekretarz) i Kazimierz Stokowski (skarbnik).

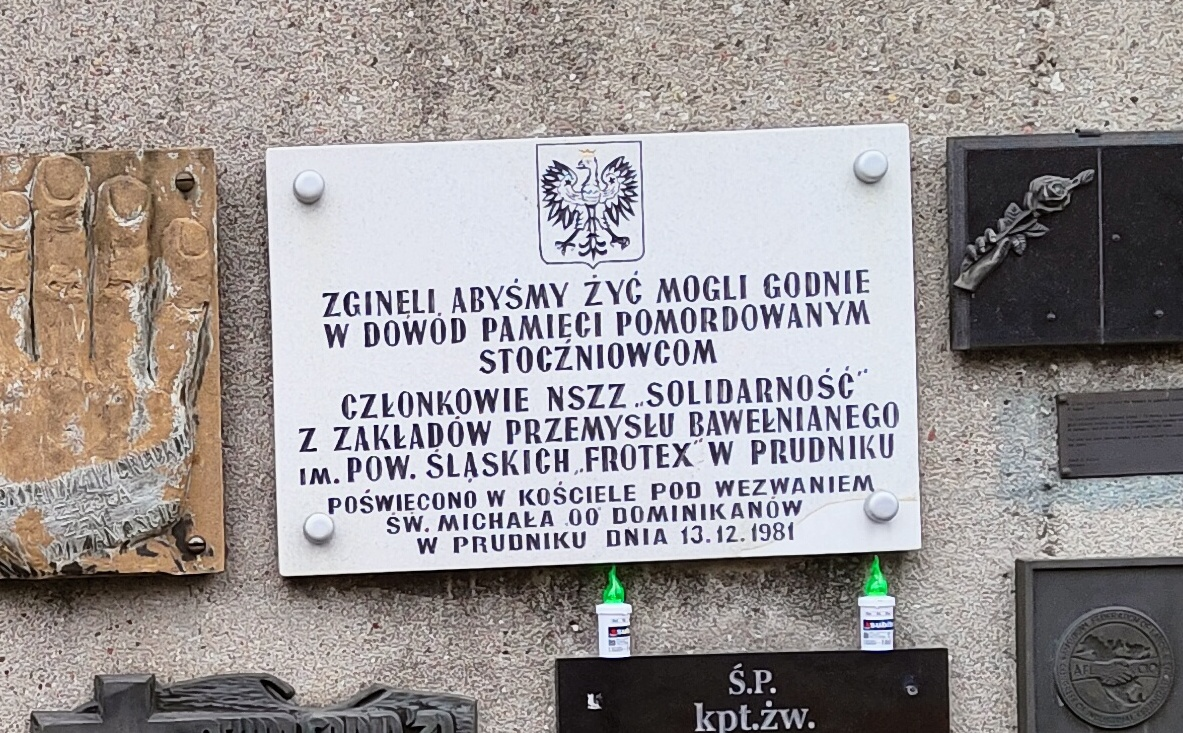
Tablica na murze Stoczni Gdańskiej upamiętniająca zabitych stoczniowców, ufundowana przez pracowników ZPB „Frotex”

Komisja Zakładowa NSZZ „S” ZPB „Frotex” udała się na delegację do Gdańska 31 sierpnia 1989 roku. Odsłonięto wówczas tablicę pamiątkową poświęconą pomordowanym stoczniowcom w grudniu 1970 roku, ufundowaną przez Solidarność „Frotexu”. Tablica została zamontowana na murze Stoczni Gdańskiej. Jej odsłonięcia dokonał przewodniczący Ryszard Kasza w towarzystwie sekretarz Renaty Rzeźnik, a poświęcił biskup diecezjalny Tadeusz Gocłowski.

### III Rzeczpospolita (1989–2011)

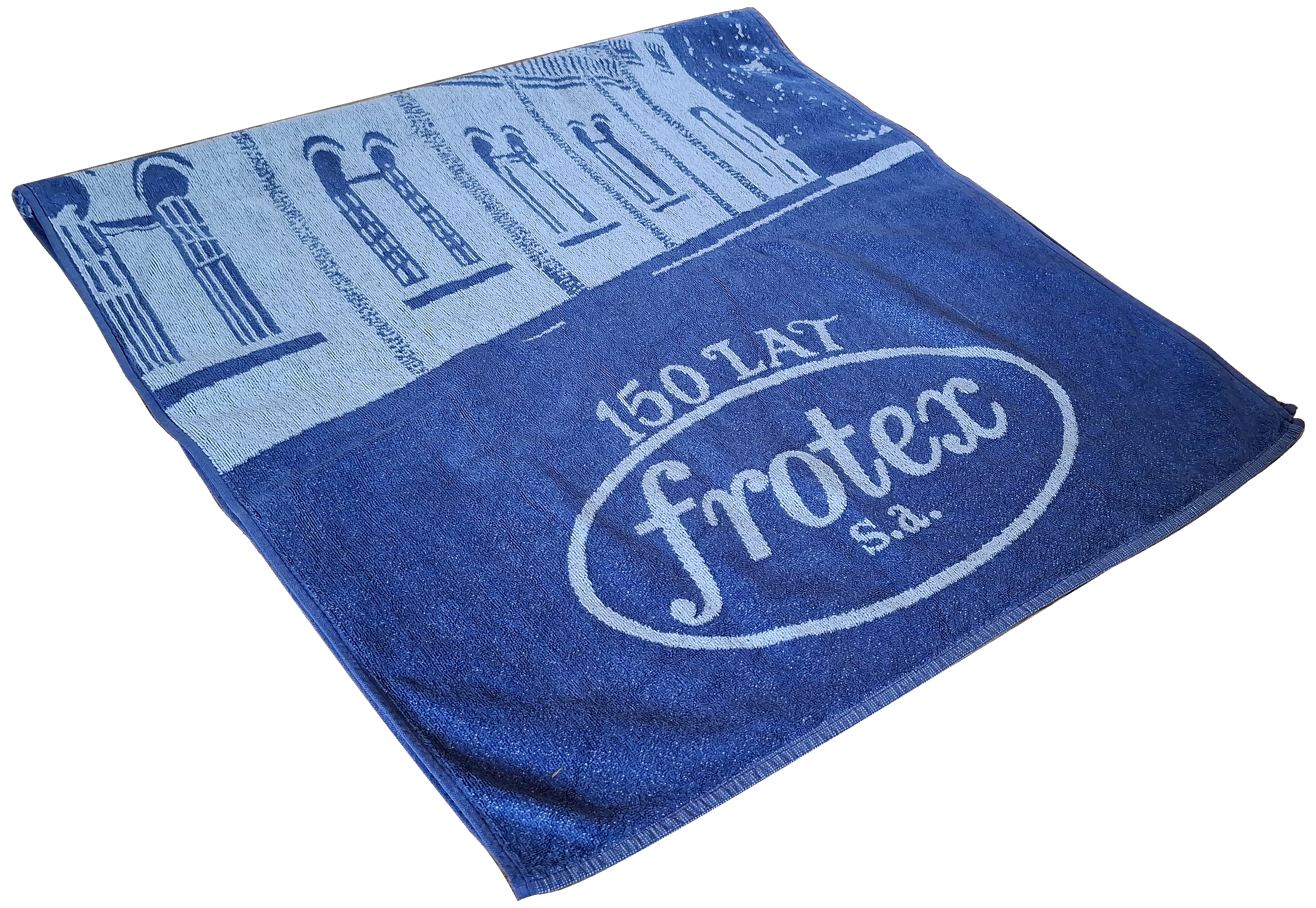
Ręcznik wyprodukowany na 150-lecie „Frotexu”

Przemiany ustrojowe zapoczątkowane w latach 1989–1990 w pierwszym okresie nie wpłynęły na działalność przedsiębiorstwa, w której w czerwcu 1990 pracowało około 1500 osób. W 1992 r. przystąpiono do zmian organizacyjnych i technologicznych. Zmodernizowano przędzalnię, farbiarnię, uruchomiono najnowocześniejszy ciąg technologiczny dla ręczników jednobarwnych, a także otwarto oczyszczalnię ścieków. W tym samym roku „Frotex” został przekształcony w spółkę Skarbu Państwa. W 1993 r. zakład przestał być patronatem Pogoni Prudnik. W 1995 „Frotex” włączono do programu Powszechnej Prywatyzacji i wszedł on w skład II Narodowego Funduszu Inwestycyjnego, który chciał stworzyć wokół „Frotexu” holding innych zakładów tekstylnych. Planowano połączenie ZPB „Frotex” i ZPB „Zwoltex” w Zduńskiej Woli, jednak ostatecznie zakład został zobowiązany do kupienia Bogatyńskich Zakładów Przemysłu Bawełnianego „Doltex”.

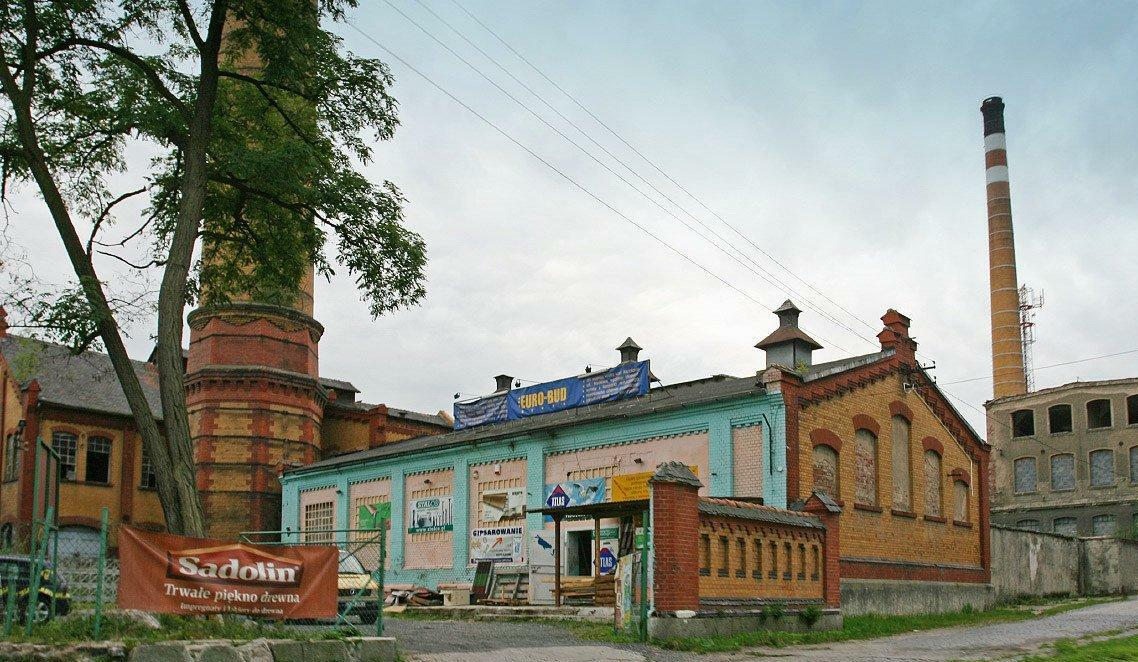
Budynki po zakładzie w Bogatyni

Sprzedaż towaru „Frotexu” załamała się wraz ze sprowadzeniem do Polski dziesięciu milionów tanich ręczników z Chin i Wietnamu, a następnie także z Indii, Pakistanu i Turcji. Władze fabryki, nie mogąc znaleźć chętnych na swoje wyroby, zachęcały pracowników, żeby sami je sprzedawali. „Tygodnik Prudnicki” pisał, że wyprodukowanych przez „Frotex” ręczników i tkanin jest tyle, że trzeba je składować w części biurowej. Wiosną 1996 r., w obawie przed zwolnieniem, wieloletni pracownik zakładu popełnił samobójstwo. Pod koniec lipca 2001 rada nadzorcza bez podania przyczyn odwołała ze stanowiska prezesa Josela Czerniaka, cieszącego się pozytywną opinią wśród pracowników. Oburzeni pracownicy zaczęli grozić strajkiem, w obronie Czerniaka stanęły związki zawodowe oraz burmistrz Prudnika Zenon Kowalczyk. W roku 2002 władze II NFI podjęły decyzję o sprzedaży większościowego pakietu akcji spółce Frotex Management, a zakład w Bogatyni został zamknięty. Nie wzięto pod uwagę oferty złożonej przez pracowników „Frotexu”, deklarujących powołanie spółki pracowniczej. Nowy prezes Stanisław Wedler podjął decyzję, że „Frotex” będzie importować wyroby bawełniane z Indii i Chin, a potem sprzedawać je pod swoją marką.

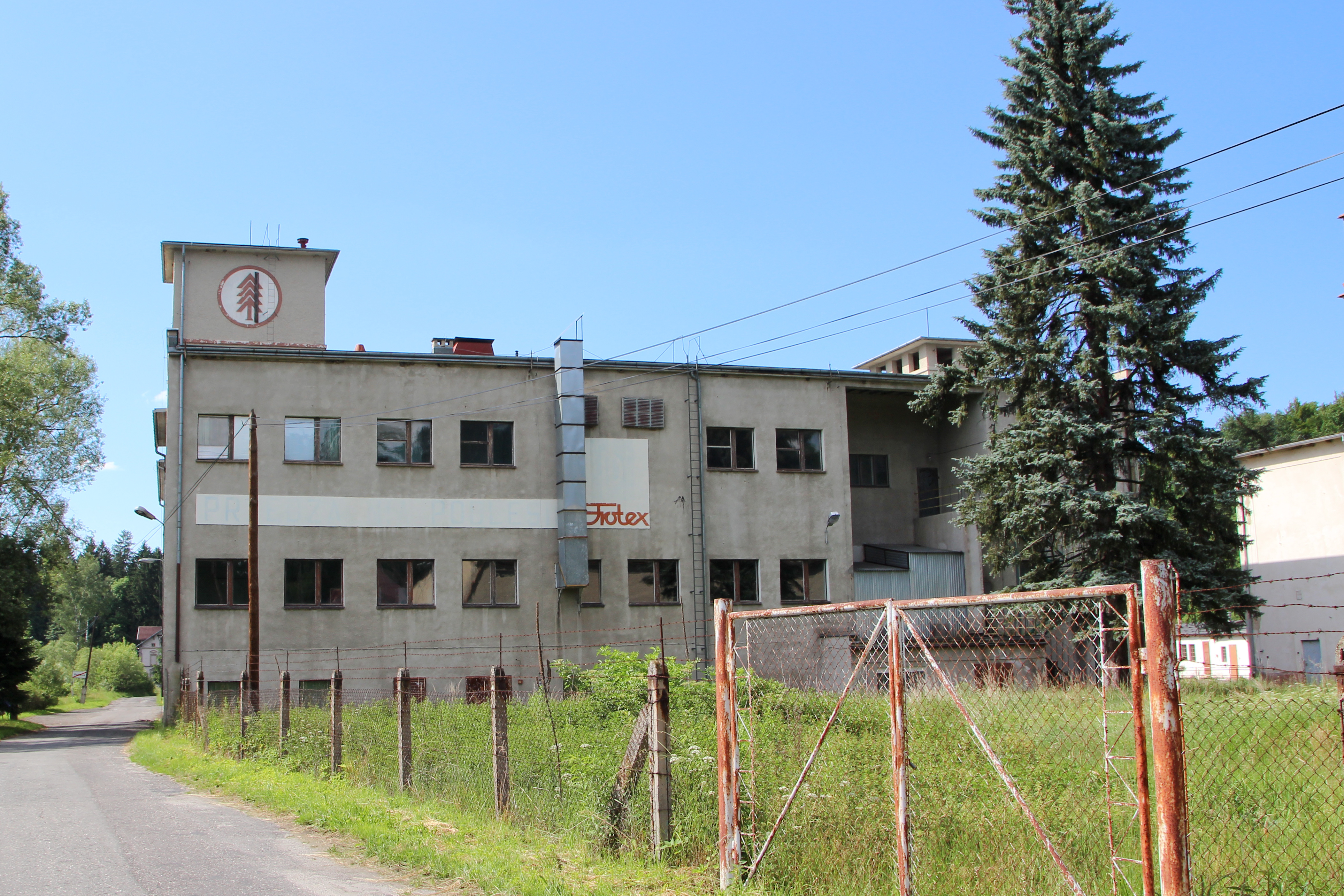
Przędzalnia „Frotex” w Podlesiu

Restrukturyzacja przedsiębiorstwa oraz kłopoty finansowe skutkowały dalszym sukcesywnym zmniejszaniem zatrudnienia, zamykaniem kolejnych nierentownych oddziałów, a także próbami wyodrębnienia i oddzielenia części przedsiębiorstwa mogących funkcjonować samodzielnie. Gmina Prudnik wykupiła od „Frotexu” jedną z hal, a w 2006 przejęła za długi „Dom Włókniarza” – obecnie Prudnicki Ośrodek Kultury. W marcu 2009 została zamknięta należąca do „Frotexu” przędzalnia w Podlesiu, co mocno przyczyniło się do początku strukturalnego bezrobocia we wsi. W przędzalni wówczas pracowało 55 osób. Z majątku przedsiębiorstwa, w formie spółek, wydzielono elektrociepłownię, oczyszczalnię ścieków, księgowość i kadry oraz dział zbytu. Elektrociepłownię wydzierżawiła spółka MCZ Investment, założona przez Odlewnię Rybnik, a w maju 2011 zakupiła ją spółka EC Prudnik. Docelowo miała zostać zmodernizowana i przystosowana do wykorzystania biomasy do celów produkcji i sprzedaży energii. Zakładową oczyszczalnię ścieków przejęła spółka Eko-Ledas, która następnie zmieniła branżę na budowlaną, a w 2011 zakończyła działalność.
W październiku 2009 we „Frotexie” pracowało już tylko 285 osób. Wierzyciele (19 mln zł długów) całkowicie zablokowali zdolność kredytową i produkcyjną przedsiębiorstwa. Prezes „Frotexu” Andrzej Dudziński złożył w sądzie wniosek o upadłość spółki w marcu 2010. 24 marca 2010 zwolniony pracownik zakładu zabił swoją żonę i ranił syna, po czym próbował popełnić samobójstwo. Morderstwo było zmotywowane jego sytuacją zawodową i długami, w które popadł z powodu niedostawania wypłat. 31 marca 2010 przedsiębiorstwo zostało postawione w stan upadłości likwidacyjnej, a syndyk rozpoczął wyprzedaż majątku spółki. Pracownicy zostali zwolnieni we wrześniu. Pomimo kilkakrotnych ogłoszeń w prasie nie znaleziono chętnych na zakup całego przedsiębiorstwa. Inwestorzy zainteresowani byli kupnem części zabudowań i terenów. Jedna ze złożonych ofert dotyczyła terenów przylegających do hali produkcyjnej Coroplastu, przy czym przedsiębiorca zainteresowany był zmianą przeznaczenia terenu na usługi, z dopuszczeniem wielkopowierzchniowych obiektów handlowych. Inwestycja wymagałaby zmiany zapisów w dokumentach planistycznych, w tym w studium uwarunkowań i kierunków zagospodarowania przestrzennego, oraz sporządzenia nowego miejscowego planu zagospodarowania przestrzennego. Burmistrz Prudnika Franciszek Fejdych nie był jednak chętny do zmiany dokumentów planistycznych, tym samym utrzymując dotychczasowe przeznaczenie terenów jako przemysłowe.

### Po likwidacji (od 2011)

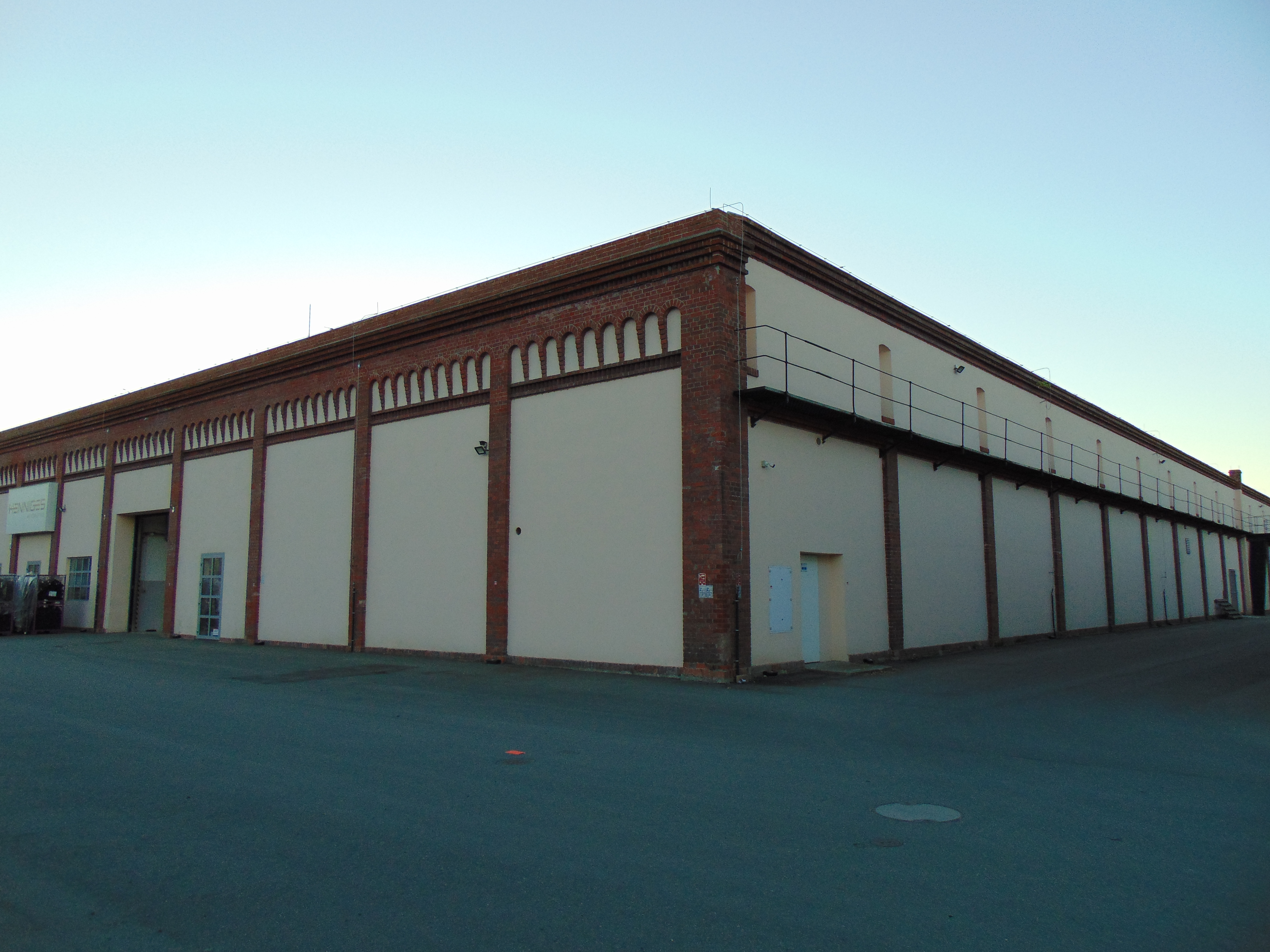
Budynek tkalni przebudowany na potrzeby firmy Henniges Automotive

W marcu 2011, rok od ogłoszenia upadłości, hale fabryczne uległy dewastacji w stopniu uniemożliwiającym ponowne podjęcie produkcji. W grudniu 2011 prawa do marki „Frotex” nabyła spółka Greno z siedzibą w Pietrzykowicach. Proces likwidacji zakładów zakończył się 5 lipca 2014 roku.
W budynku administracyjnym „Frotexu” umiejscowiona została prywatna przychodnia lekarska. We wrześniu 2016 roku, w zachodnich halach po „Frotexie” działalność rozpoczął amerykański koncern Henniges Automotive (dostawca uszczelek i komponentów amortyzujących drgania na potrzeby przemysłu motoryzacyjnego). Pod koniec 2017 pracowało tam około 150 osób. Budynkami po „Frotexie” byli zainteresowani również inwestorzy z Chin.

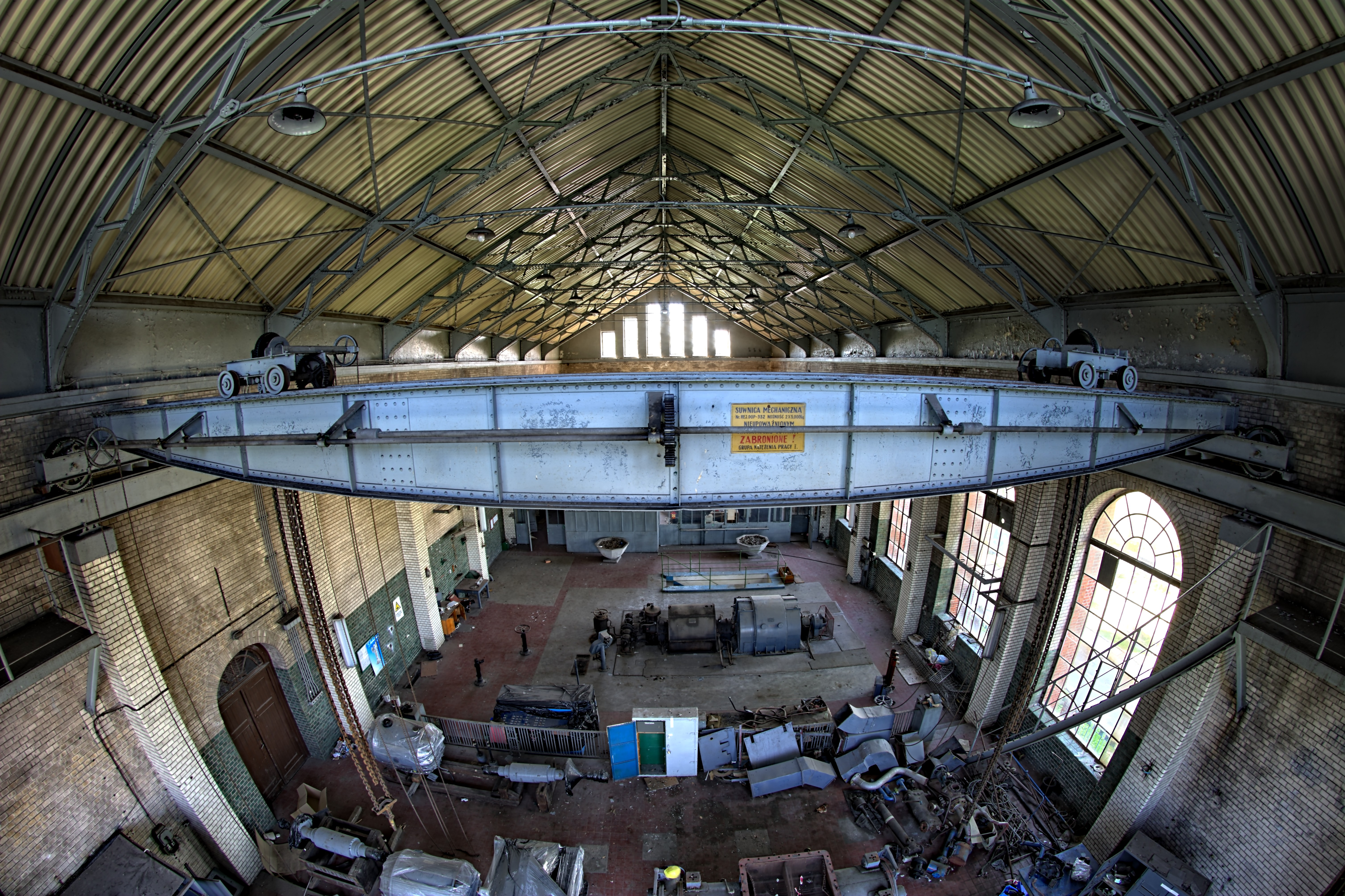
Wnętrze dawnej elektrowni

Majątek trwały przedsiębiorstwa był sukcesywnie niszczony i rozkradany, w efekcie czego hale pozbawione zostały szyb, rur, kaloryferów, elementów instalacji elektrycznej, żeliwnych płyt podłogowych, krat i okuć. Pomimo formalnej ochrony, teren zakładu był dostępny dla osób postronnych bez żadnych utrudnień. Zdemolowane hale nie stanowiły masy upadłościowej „Frotexu”, lecz własność jednej ze spółek, która ze względu na zaległości podatkowe nie ujawniała się w obawie przed postępowaniem karno-skarbowym. W lipcu 2020, pod szyldem prac zabezpieczających, została przeprowadzona nielegalna rozbiórka zabytkowego budynku po „Frotexie”.
23 lutego 2018 Program Trzeci Polskiego Radia podał informację o planie budowy na terenie pofrotexowskim nowoczesnej elektrowni zasilanej słomą. Spotkało się to z protestem części mieszkańców Prudnika z uwagi na bezpośrednie sąsiedztwo inwestycji z zabudową mieszkaniową. Inwestycja została porzucona. W marcu 2018 firma Mallson Property Group poinformowała o planowanym otwarciu w 2019 r. parku handlowego o powierzchni 7600 m² we wschodniej części „Frotexu”, jednak od planów odstąpiono.

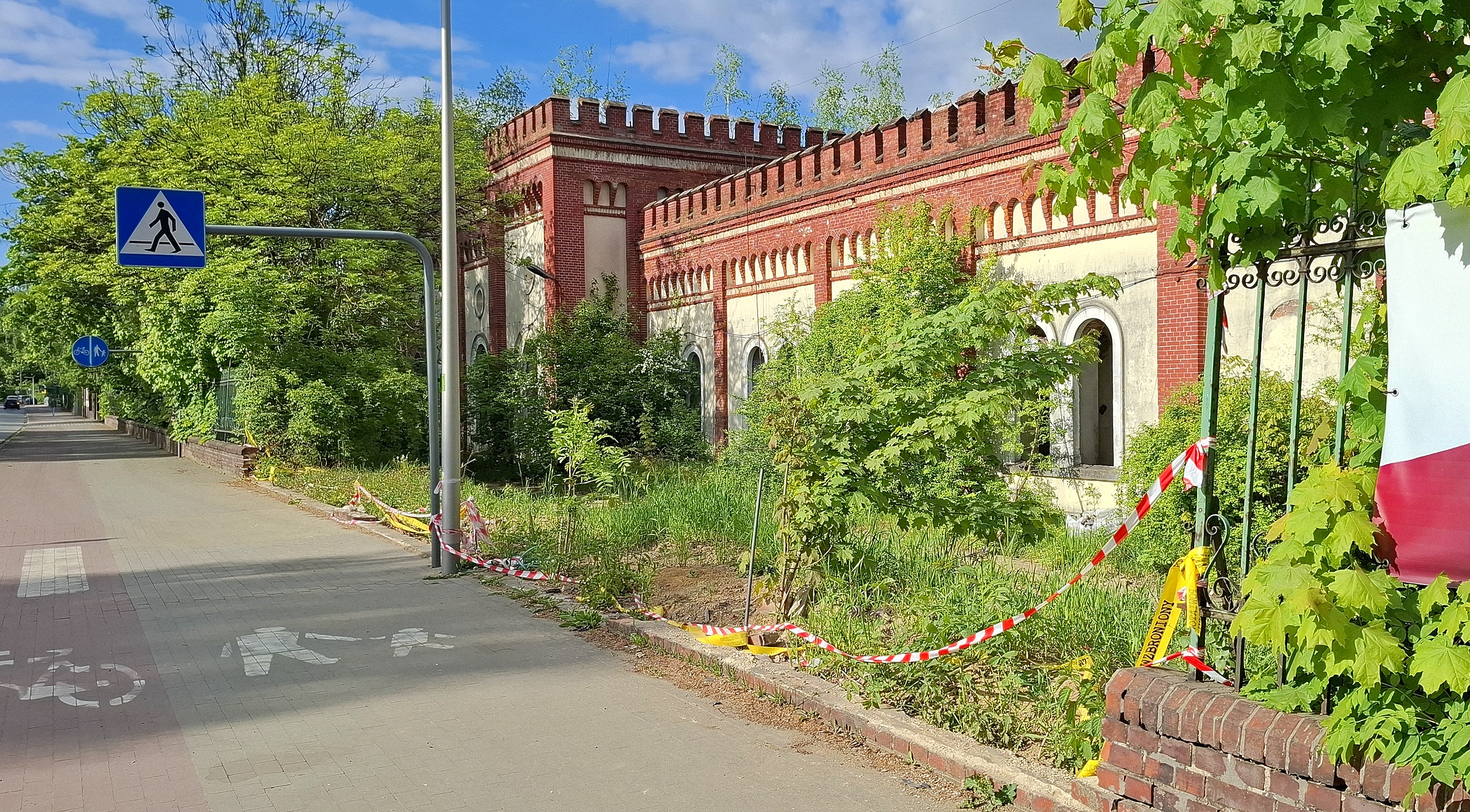
Fragment ogrodzenia zburzony podczas powodzi w 2024

Opuszczone obiekty po zakładzie stały się popularnym celem urbexów oraz miejscem, w którym schronienie znaleźli bezdomni. 5 czerwca 2020 doszło do pożaru dachu nieużytkowanej hali produkcyjnej we wschodniej części zakładu. W styczniu 2021 w jednym z pustostanów znaleziono zwłoki 41-letniego mieszkańca Prudnika. W marcu 2022 zapaliła się wiata magazynowa. Podczas powodzi we wrześniu 2024, w celu obniżenia poziomu wody na ul. Nyskiej, zburzono fragment zabytkowego muru przy zakładzie.

## Produkcja

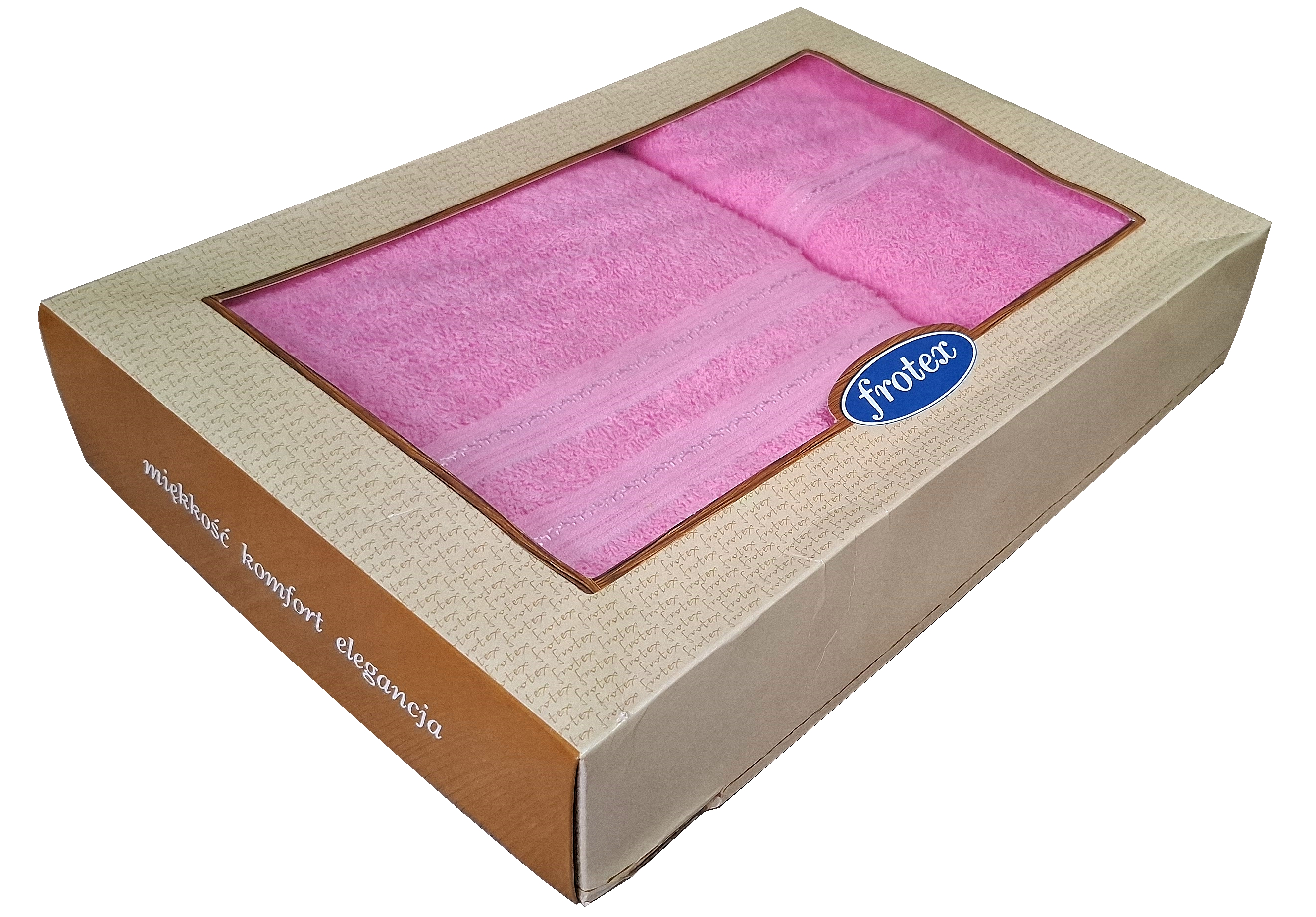
Komplet ręczników „Narcyz C”

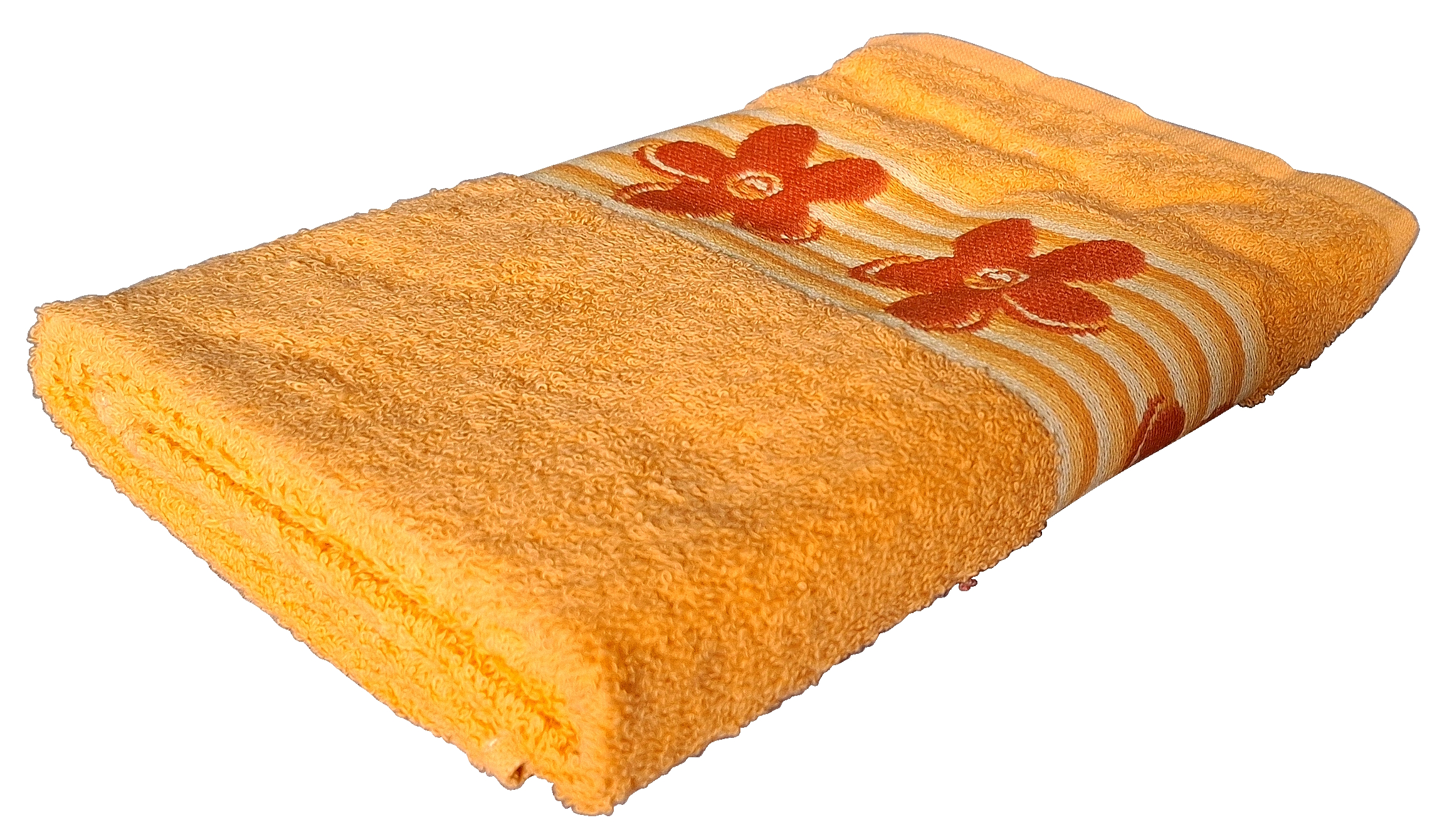
Ręcznik „Kamila”

ZPB „Frotex” były niegdyś największym polskim producentem ręczników frotowych. Produkowano w nich ręczniki łazienkowe, plażowe, reklamowe i hotelowe, płaszcze kąpielowe, tkaniny obrusowe i pościelowe, ścierki kuchenne oraz tkaniny techniczne. „Frotex” wprowadził na polski rynek ręczniki kuchenne, produkowane według wzorców z europejskich targów.

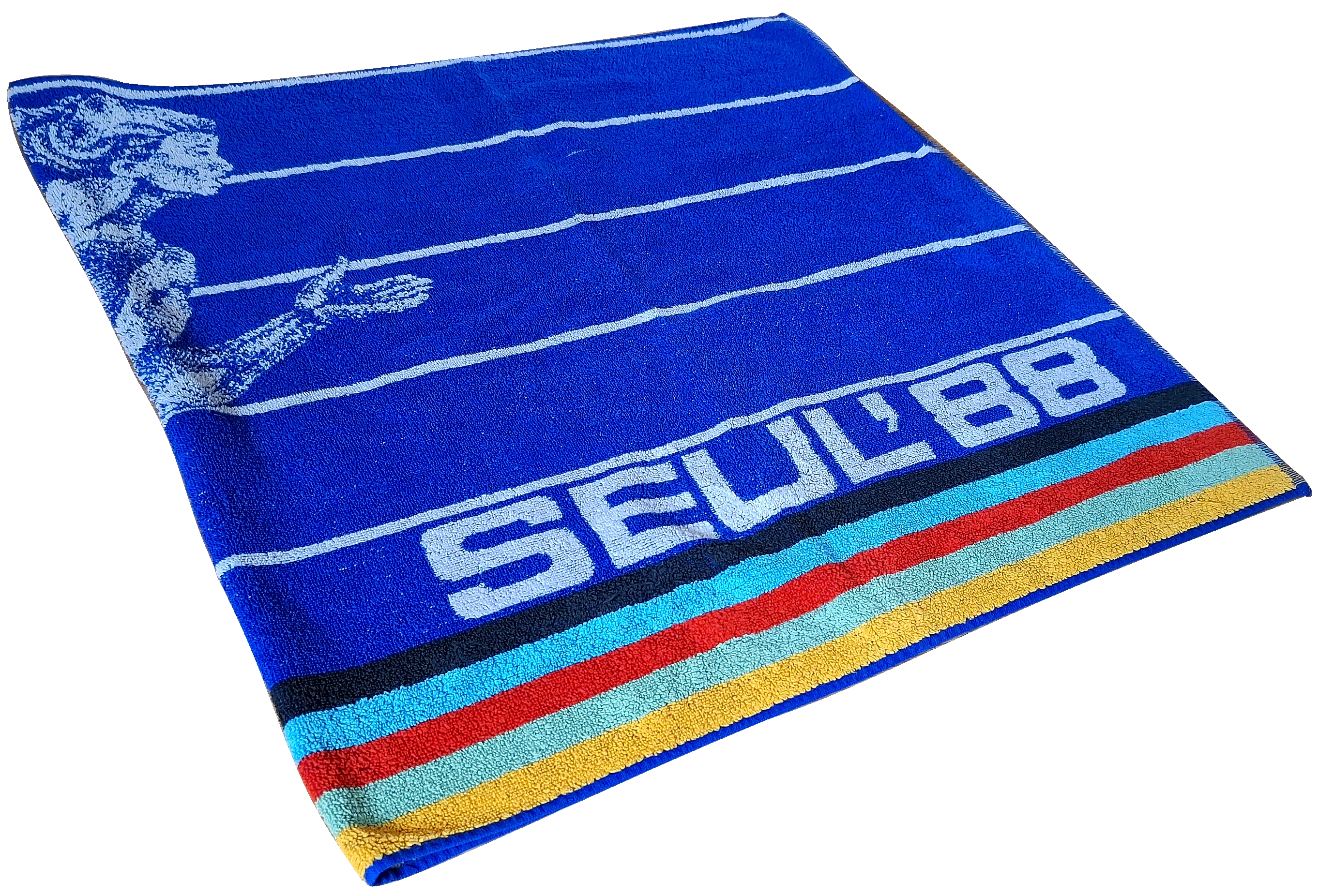
Ręcznik na olimpiadę w Seulu

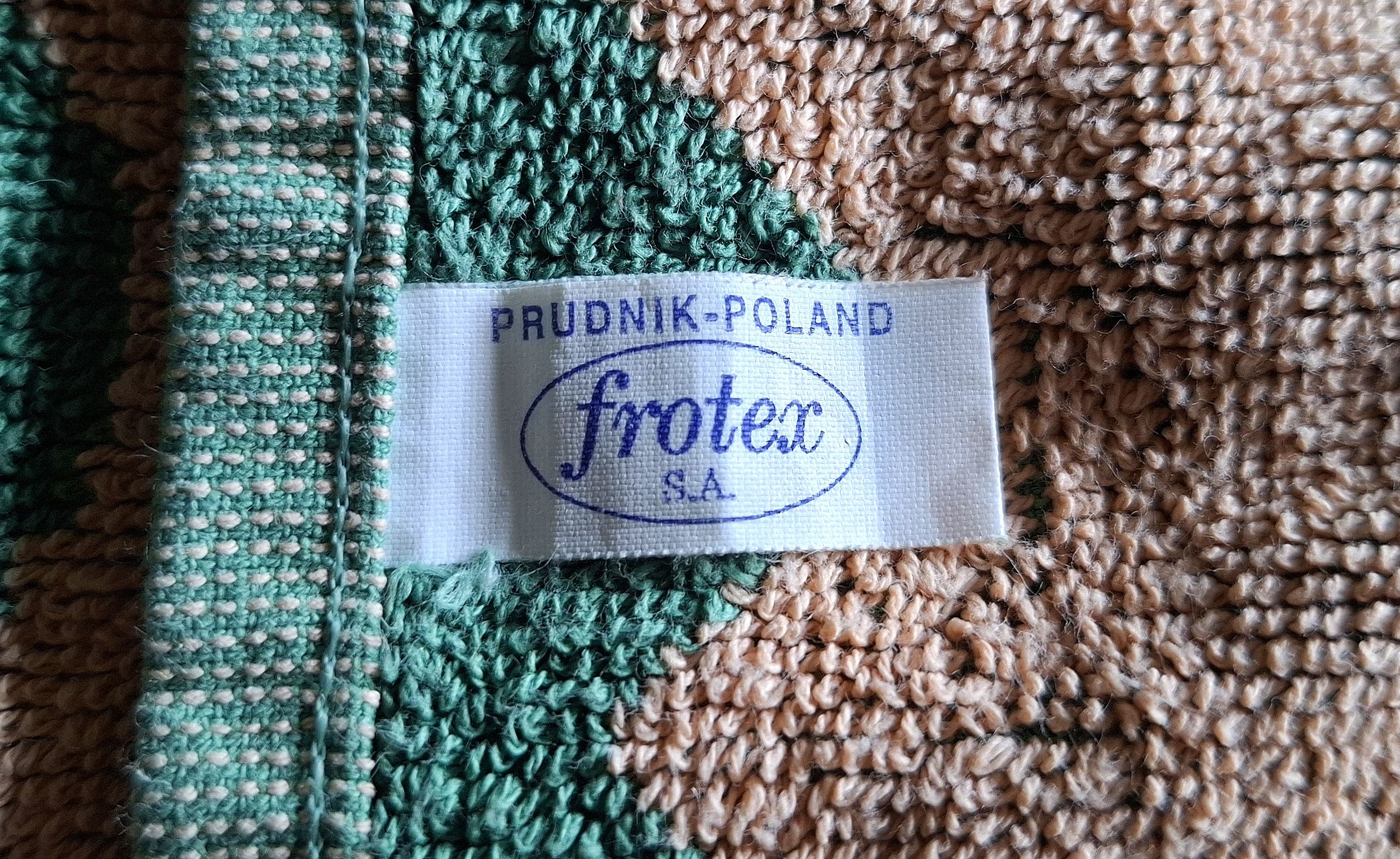
Metka na ręczniku reklamowym

Zakład produkował ręczniki między innymi dla reprezentacji Polski w piłce nożnej mężczyzn w latach 1970–1976, dla reprezentantów Polski na Tour de Pologne 1978, na XXII Letnich Igrzyskach Olimpijskich w 1980, na XIII Mistrzostwach Świata w Piłce Nożnej w 1986, na XV Zimowych Igrzyskach Olimpijskich w 1988 i na XXV Letnich Igrzyskach Olimpijskich w 1992. Ręczniki frotte z Prudnika znalazły się m.in. w hotelach międzynarodowych sieci Savoy, Sheraton, Holiday Inn i Novotel. Produkowano ręczniki promocyjne m.in. dla Coca-Coli, marek piwnych (np. Redd’s, Budweiser), marek samochodowych (np. Isotta Fraschini, Spyker), marek Levi’s, Palmolive, Milka, KGHM, Łaciate, Wella, zakładów przemysłowych (np. Huta Pokój, Ursus). „Frotex” produkował również ręczniki dla wojsk lądowych Stanów Zjednoczonych w ramach kontraktu offsetowego związanego z zakupem przez Polskę samolotów F-16.

## Handel

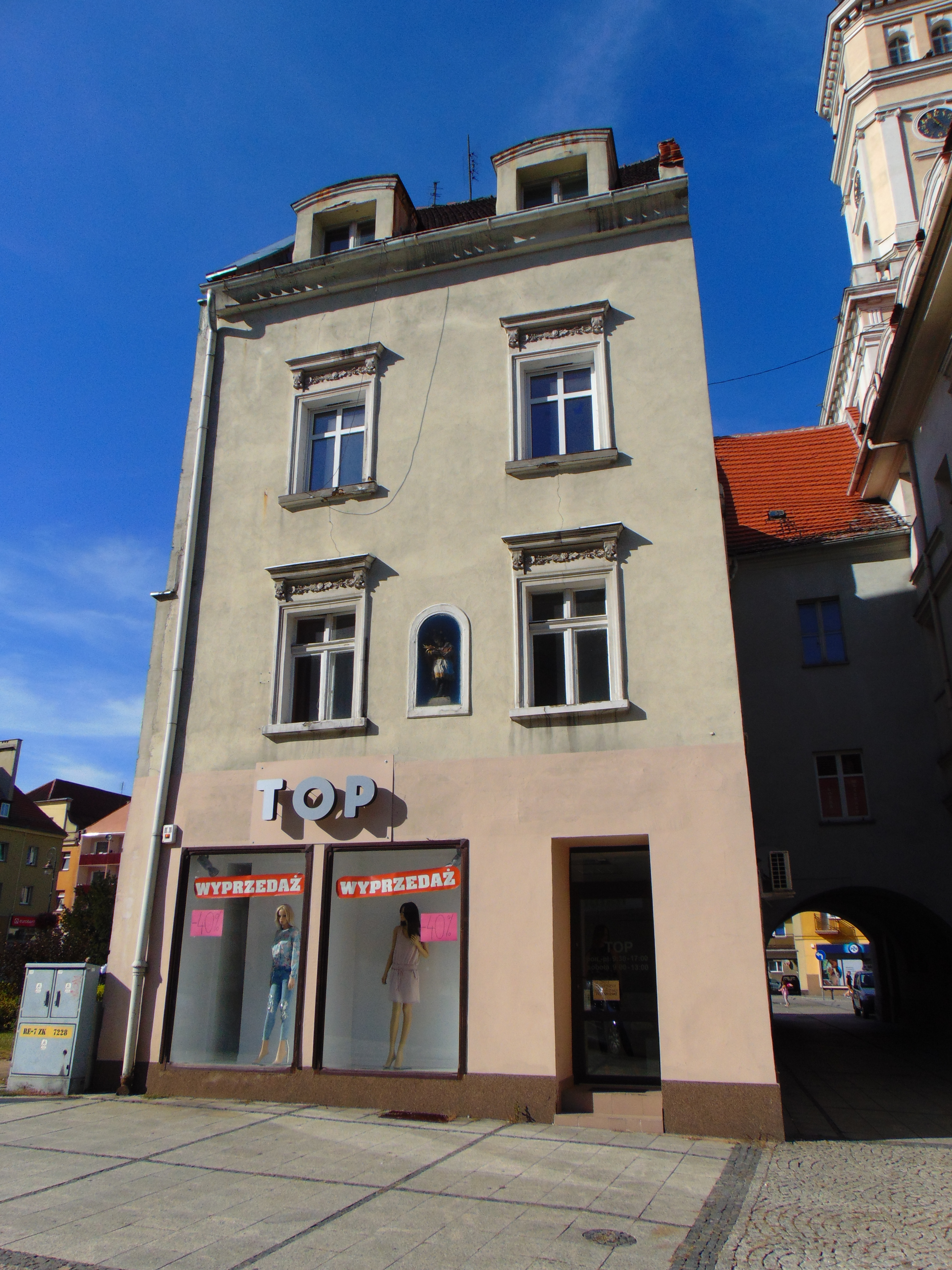
Kamienica przy Rynku 26 w Prudniku, w której znajdował się sklep „Frotexu”

Wyroby tekstylne produkowane we „Frotexie” były sprzedawane do krajów takich jak Włochy, Belgia, Dania, Słowenia, Chorwacja, Węgry, Hiszpania, Wielka Brytania, Tajlandia, Japonia, Stany Zjednoczone czy Australia.

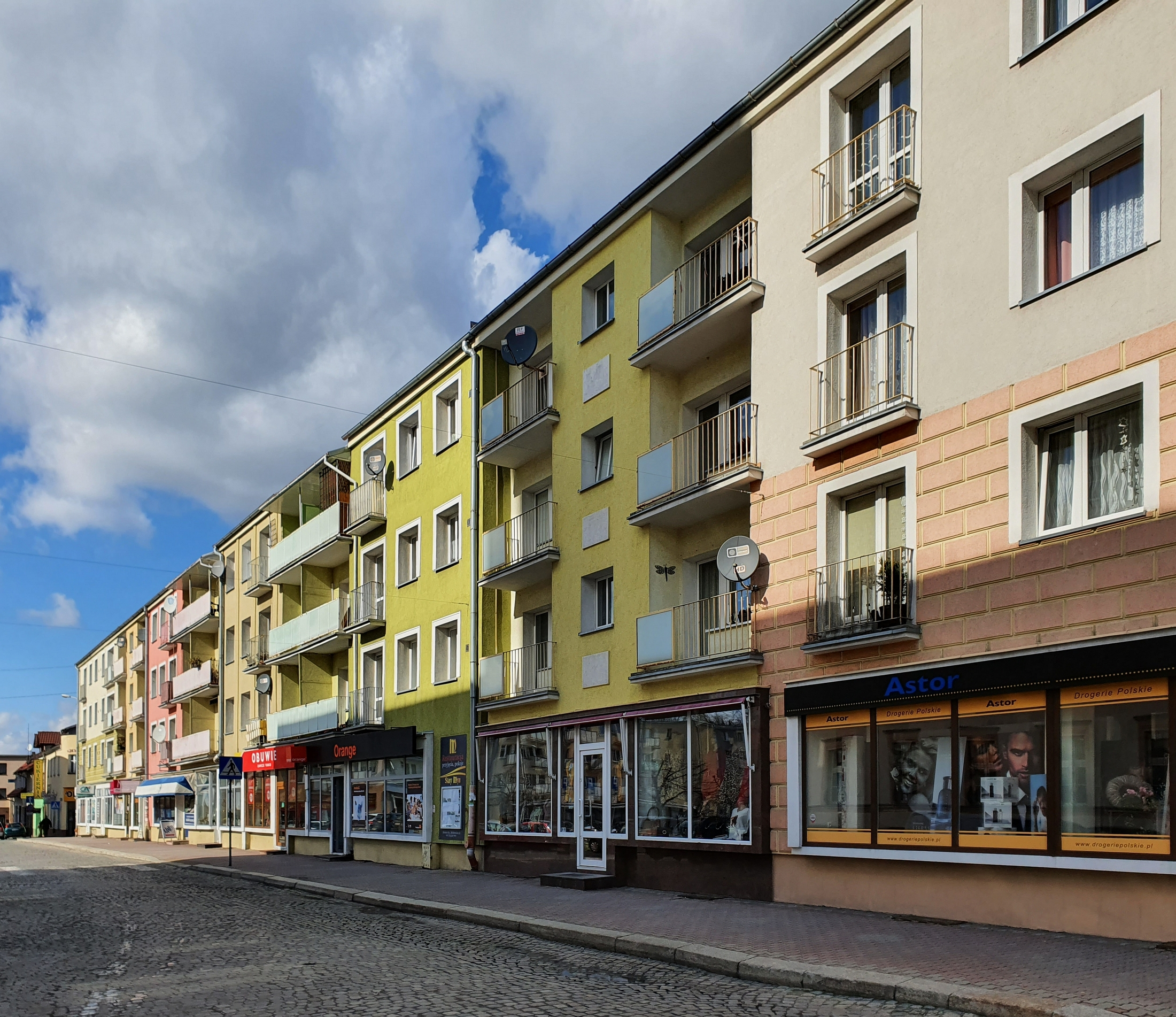
Rynek 13 w Strzelcach Opolskich, dawny sklep branżowy „Frotexu”

Sklepy branżowe „Frotexu” znajdowały się w Prudniku, Opolu, Strzelcach Opolskich (Rynek 13), Tychach i Gliwicach, a także sklep patronacki w Nysie. Sklepy w Tychach i Gliwicach zostały zlikwidowane w 1993. Sklep branżowy w Prudniku, który znajdował się przy ul. Powstańców Śląskich, został 1 lutego 1994 przeniesiony na Rynek 11.

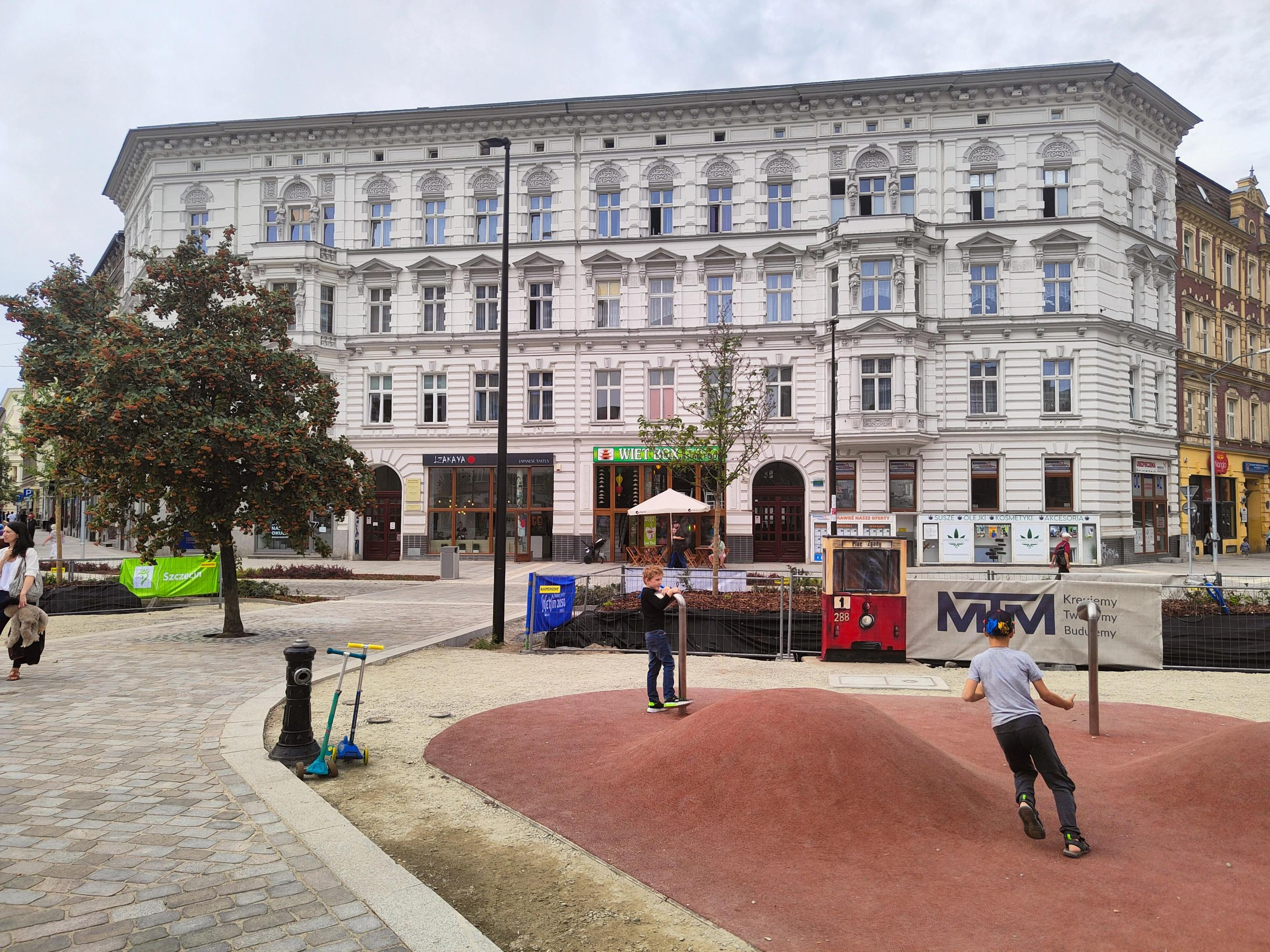
Wojska Polskiego 22 w Szczecinie, dawny sklep firmowy „Frotexu”

„Frotex” posiadał swoje sklepy firmowe w Prudniku przy Rynku 26 i przy ul. Armii Krajowej, w Domu Mody Klif, Atlas Tower i Sadyba Best Mall w Warszawie, w Opolu przy Małym Rynku 9a, w Toruniu przy ul. Prostej 17, w Szczecinie przy al. Wojska Polskiego 22, w Rzeszowie, we Wrocławiu, a także w Czechach. Sklep firmowy przy Małym Rynku 9a w Opolu został otwarty 22 kwietnia 1998. Sklep „Frotexu” na parterze Domu Mody Klif w Warszawie został otwarty 19 czerwca 1999. W grudniu 1999 „Frotex” otworzył swój drugi sklep w Warszawie – w Atlas Tower (wówczas Reform Plaza). 8 grudnia 1999 otwarto sklep w Brnie. 17 sierpnia 2000 w Sadyba Best Mall otwarto trzeci sklep firmowy w Warszawie.
W styczniu 1998 „Frotex” posiadał 50 hurtowni patronackich, w tym własne składy fabryczne w Katowicach, Krakowie i Warszawie. W 2004 produkty „Frotexu” sprzedawane były w 41 hurtowniach w miejscowościach: Andrychów, Białystok, Bielany Wrocławskie, Bydgoszcz, Bytom, Chełm, Gdańsk, Głogów, Głogówek, Gorzów Wielkopolski, Grodzisk Mazowiecki, Katowice, Jastrzębie-Zdrój, Leszno, Lublin, Łódź, Kraków, Nowy Sącz, Olsztyn, Opole, Pękosławice, Piła, Poznań, Rzeszów, Skrwilno, Szczecin, Warszawa, Toruń, Zduńska Wola, Zgierz, a także w 8 sklepach detalicznych w: Grodzisku Wielkopolskim, Kościanie, Mińsku Mazowieckim, Środzie Wielkopolskiej, Warszawie. Do 2010 sprzedaż rozpoczęto również w Krośnie, Krynicy-Zdroju, Wasilkowie i Zielonej Górze.
W 1998 uruchomiona została strona internetowa „Frotexu” – frotex.com.pl. W 2003 wprowadzono system zamówień internetowych.

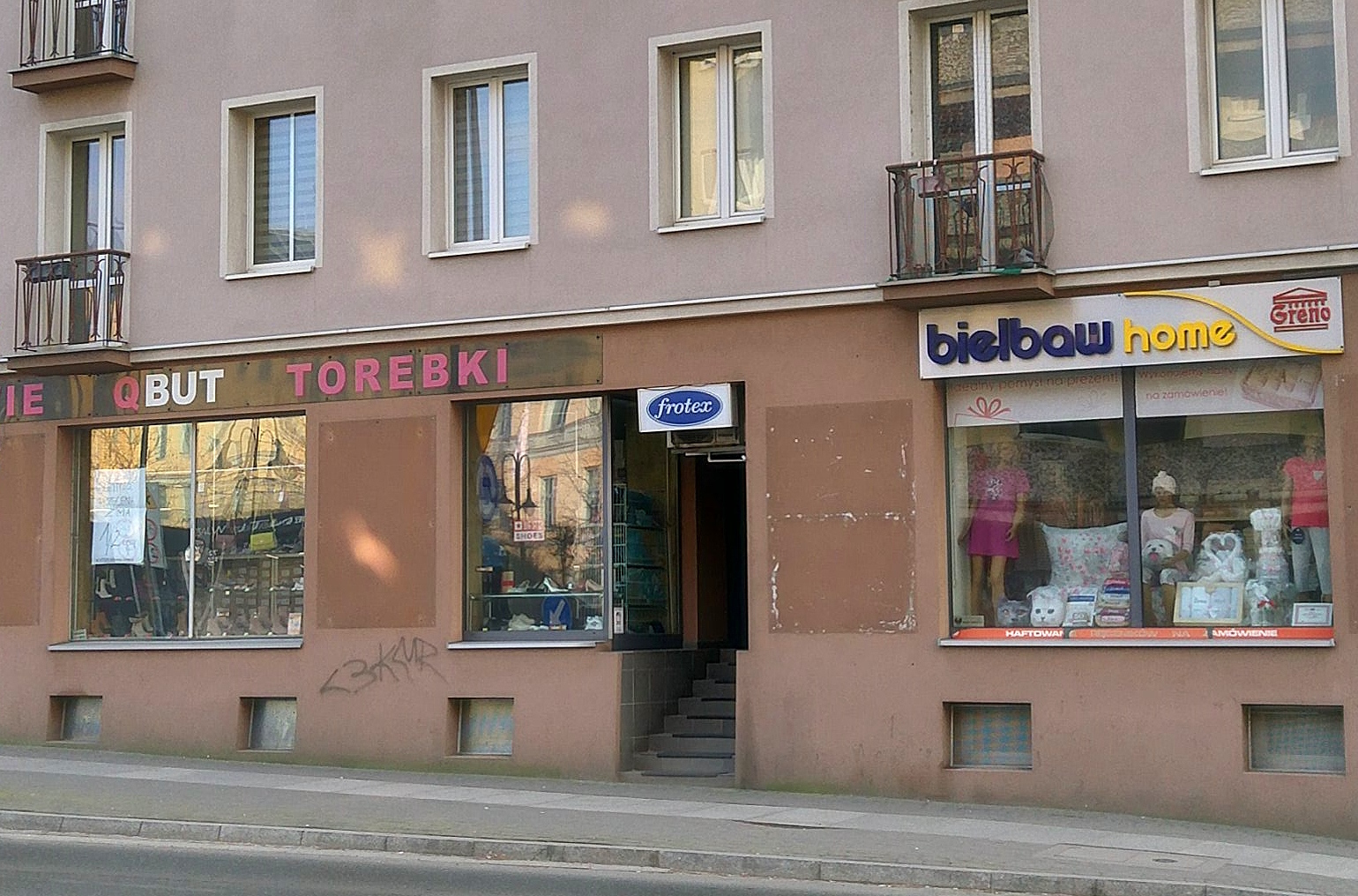
Sklep „Frotex” w Opolu (2024)

W grudniu 2011 prawa do marki „Frotex” zostały nabyte przez spółkę Greno z siedzibą w Pietrzykowicach koło Kątów Wrocławskich, zajmująca się produkcją i importem wyrobów bawełnianych. Spółka posiadała również prawa do marki Bielbaw. Produkty Greno pod marką „Frotex” rozprowadzane są w sieci salonów.

## Architektura

### Zespół ZPB „Frotex”
Zespół obiektów po ZPB „Frotex” stanowi zwarty zespół przemysłowy o oryginalnym, XIX-wiecznym układzie przestrzennym i unikatowych w skali Europy rozwiązaniach urbanistycznych. Tworzą go utrzymane w stylu historyzującym obiekty produkcyjne, budynki pomocnicze oraz wille fabrykantów, nawiązujące do architektury pałacowej.
W skład zespołu „Frotexu” zaliczają się zabytkowe obiekty:

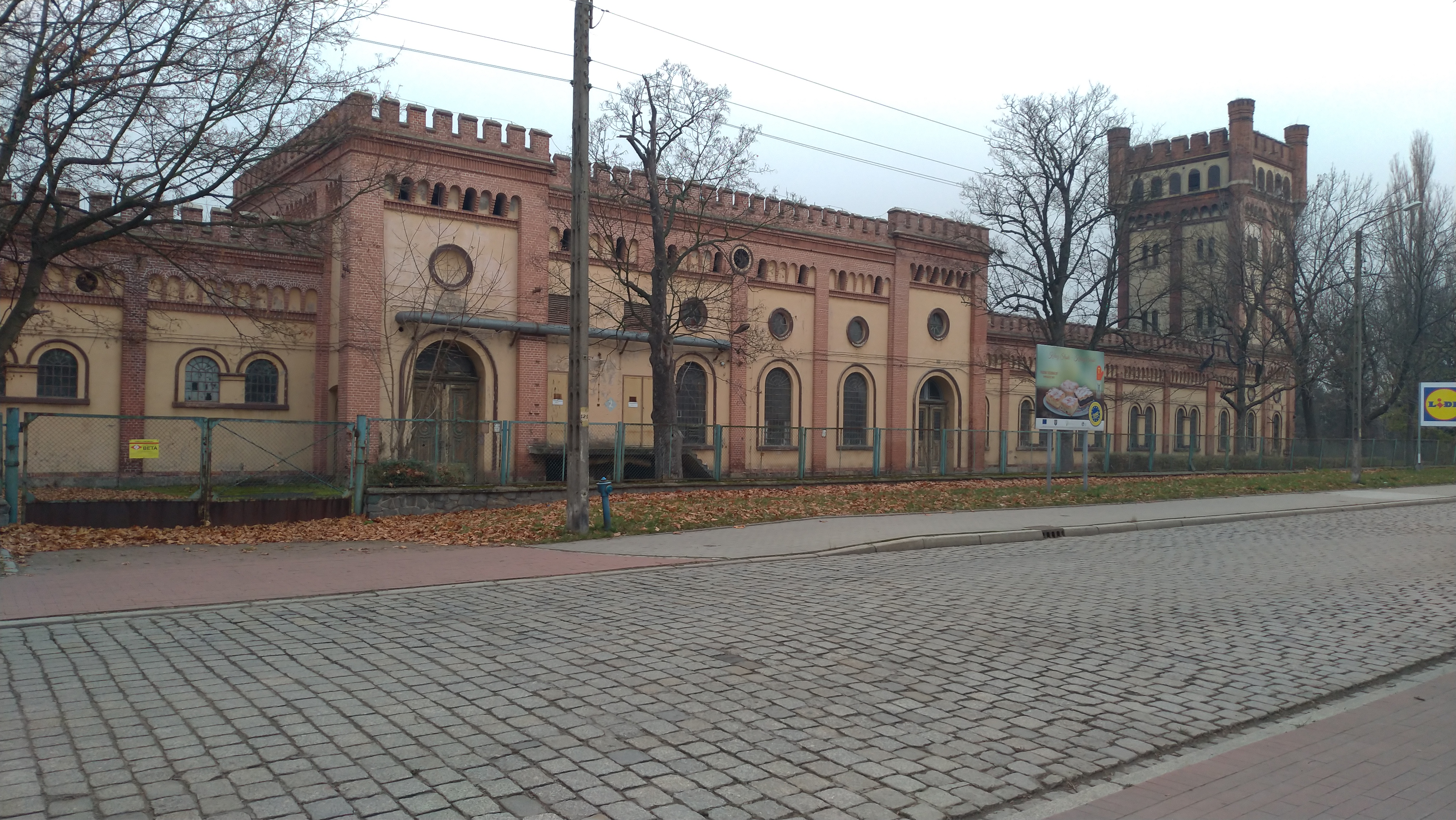
Tkalnia stara

- Tkalnia stara (sala 1 i 2) – wzniesiona około 1870 roku według projektu Schmidta z Wrocławia. Około 1890 od jej zachodniej strony powstał kolejny budynek tkalni, tzw. tkalnia nowa (sala 3 i 4). Około 1977 roku do starej tkalni dobudowano budynek administracyjny – portiernię, a około 1989 dobudowano komorę klimatyzacyjną. W latach 1989–1991 i 1995 wymieniono większość wyposażenia tkalni[137].

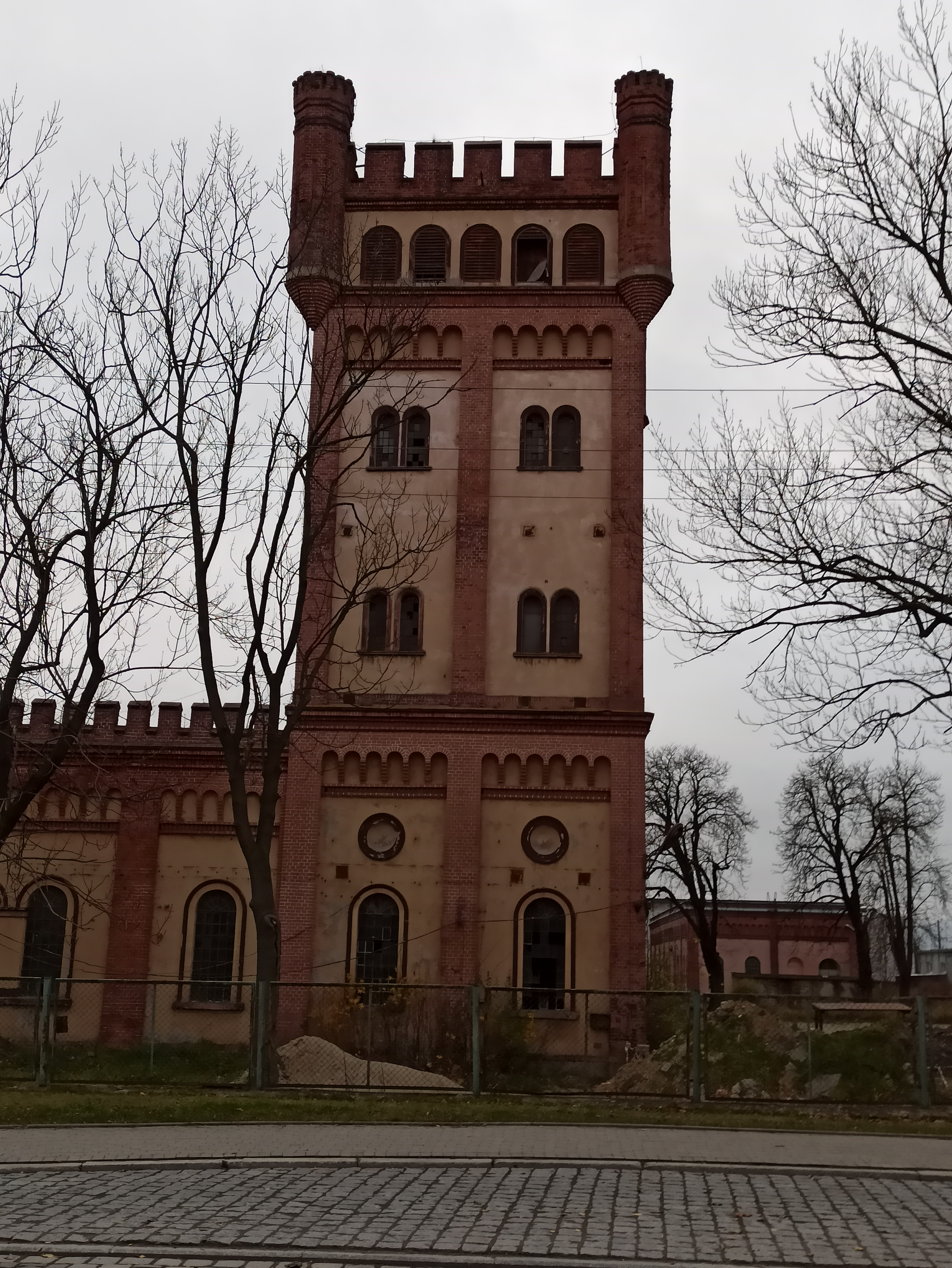
Wieża ciśnień

- Wieża ciśnień – budynek zakładowej wieży ciśnień w północno-wschodnim narożu tkalni, wzniesiony około 1870 roku w stylu neogotyckim. W latach 1965–1970 wymieniono konstrukcję klatki schodowej oraz przebudowano i wzmocniono stropy międzykondygnacyjne. Zbiornik wody został zastąpiony dwoma nowymi[138].

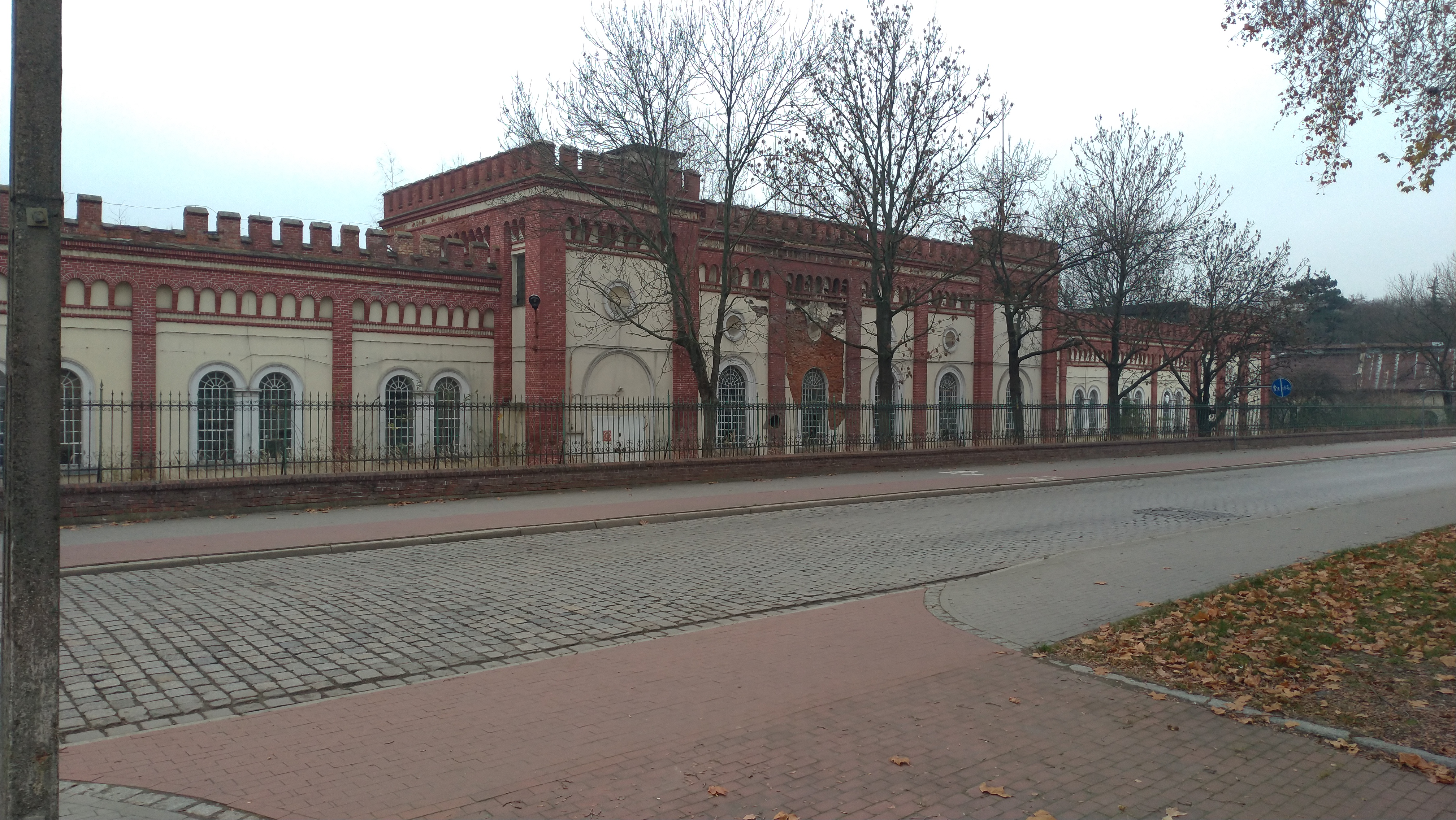
Wykańczalnia mokra

- Budynek wykańczalni mokrej – wzniesiony w latach 1862–1865. Jego zewnętrzne ściany są murowane z cegły, z elewacjami tynkowanymi i charakterystycznym dla neogotyku detalem ceglanym. Około 1890, bezpośrednio przy budynku od strony wschodniej wzniesiono wykańczalnię suchą. Budynki zostały połączone łącznikiem w 1958. Wykańczalnia mokra posiadała nowoczesne rozwiązanie wewnętrznej konstrukcji nośnej, która opierała się na siatce słupów żeliwnych stanowiących podpory dla drewnianych wiązarów dachu pilastego. Słupy były wewnątrz puste, dzięki czemu stanowiły zarazem rury pionowe odwodnienia dachu. W latach 1961–1970 wszystkie elementy nośne zostały wykonane z żelbetu. Pod koniec lat 60. XX wieku przebudowano elewację południowo-wschodnią, gdzie powstały nowoczesne obiekty związane z produkcją, m.in. bielnik wysoki i rozdzielnia elektryczna[139].
- Budynek wykańczalni suchej – wzniesiony około 1879 roku z cegły w konwencji charakterystycznej dla całego zakładu. Na elewacji północnej i wschodniej zachowane zostały napisy upamiętniające poziom wody w trakcie powodzi w 1903. W 1958 budynek został połączony z wykańczalnią mokrą za pomocą łącznika[140].
- Magazyn tkanin surowych – powstały około 1880 roku w północno-wschodniej części zakładu, w bezpośrednim sąsiedztwie miejskiego zakładu gazowniczego. Do 1945 w budynku mieściła się jedna z sześciu kotłowni zakładowych. W latach powojennych oprócz kotłowni, w budynku znajdowały się warsztaty remontów wykańczalni. W 1966 zdecydowano się przebudować kotłownię: zlikwidowano komin, zostawiając jedynie jego dolną część, usunięto niepotrzebne podziały wewnętrzne oraz wymieniono posadzki. Od tego czasu w budynku znalazł miejsce magazyn tkanin surowych[141].
- Magazyn odpadów – dawniej stajnia, wzniesiona około 1885 roku w zachodniej części przedsiębiorstwa, w obrębie działki, na której wzniesiono również remizę strażacką oraz dwa budynki mieszkalne. Budynek stajni po 1945 został adaptowany na magazyn odpadów. Poddasze stajni, pierwotnie wykorzystywane jako magazyn siana, w latach 1982–1983 została zaadaptowane na pomieszczenia biurowo-socjalne[142].

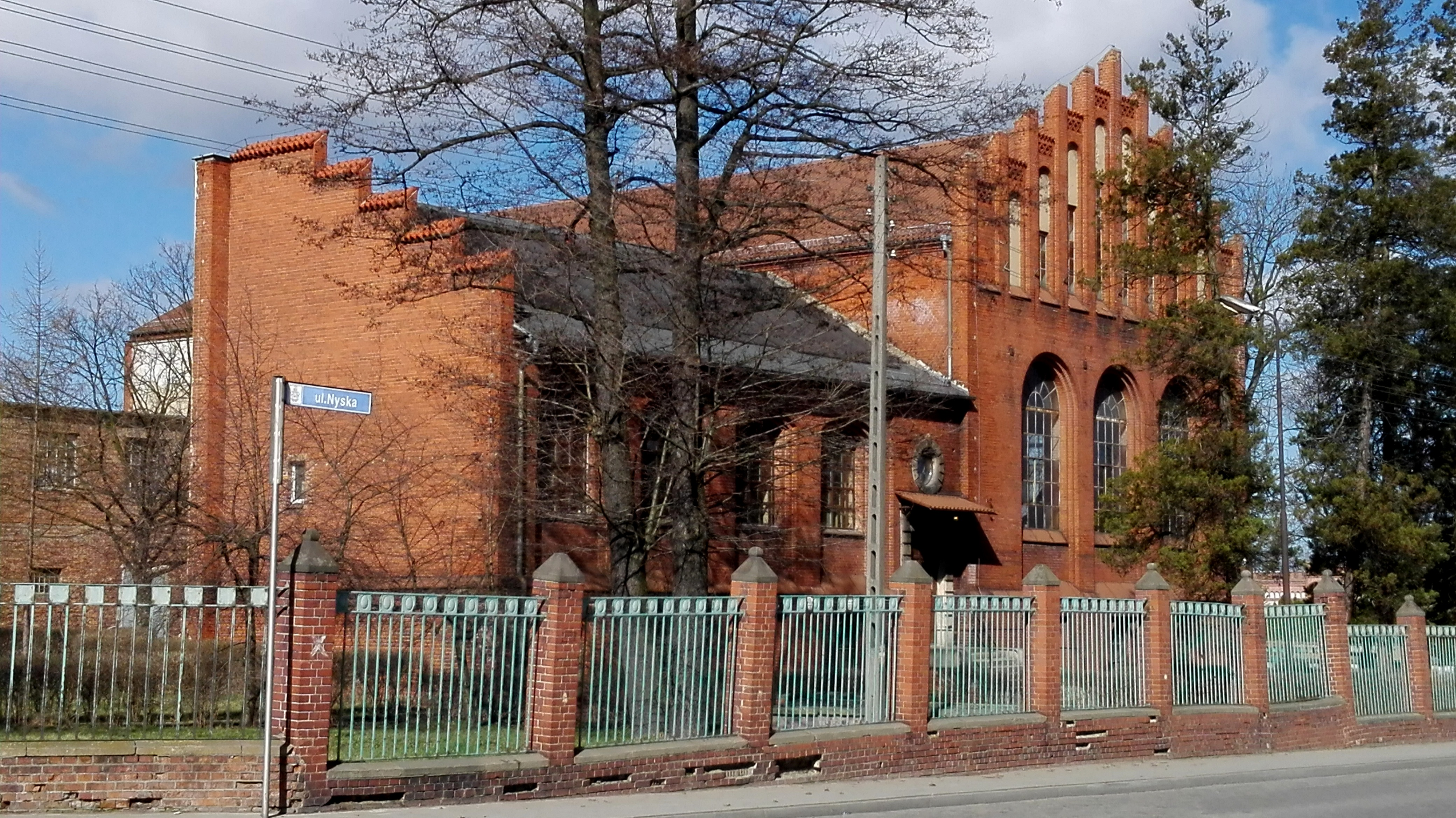
Elektrownia przemysłowa

- Elektrownia przemysłowa – budynek elektrowni zakładowej powstały w latach 1907–1908. Pierwotnie łączył się z wybudowaną w tym czasie kotłownię zakładową (rozebrana w 1959). Elektrownię wyposażyła w urządzenia i uruchomiła firma Siemens-Schuckert(inne języki). Zainstalowano w niej trzy turbiny parowe, napędzające trzy prądnice o łącznej mocy 1200 kW. Oprócz zasilania zakładu, elektrownia pracowała również na potrzeby miasta. W 1959 przy elektrowni zbudowano nowoczesną kotłownię zakładową. Budynek elektrowni posiada odmienny charakter architektoniczny niż pozostałe obiekty zakładu. Rozwiązania architektoniczne elewacji nawiązują do neogotyku, jednak brak tynkowania ścian oraz formowanie i zdobienie szczytu skłaniają się ku budownictwu sakralnemu. Budynek charakteryzuje się znaczną kubaturą oraz dużymi połaciami elewacji formowanymi z ceramicznej cegły licówki[143].
- Pralnia – dawna elektrownia wodna i tartak, powstała około 1900. Budynek składa się z trzech brył, z których najbardziej wysunięta na zachód była elektrownią, a najbardziej wysunięta na wschód – tartakiem. Części te połączone niższym łącznikiem. Obiekt bezpośrednio sąsiadował z ówczesną odnogą rzeki Prudnik (tzw. Młynówka). Pod budynkiem znajdowało się koło wodne elektrowni. Budynek elektrowni nie był użytkowany od momentu zasypania kanału Młynówki. Po II wojnie światowej został zaadaptowany na pralnię zakładową, a w byłym tartaku urządzono magazyn podręczny. Pod koniec 1989 wyremontowano stary tartak. Architektura budynku jest typowa dla budownictwa przemysłowego przełomu XIX i XX wieku[144].
- Garaże – budynek garaży powstał około 1855 roku jako jeden z pierwszych obiektów zakładów bawełnianych Fränkla. Pełnił funkcję budynku produkcyjnego (tkalnia) do 1945. Był złączony funkcjonalnie z budynkiem administracyjnym, wówczas stanowiącym jego południowo-wschodnie skrzydło. Na przełomie XIX i XX wieku do budynku dobudowano kuźnię, spawalnię i stację uzdatniania wody. Około 1970 budynek został przebudowany na garaże samochodowe. Przebudowano otwory okienne, wykonując wrota wjazdowe przystosowane do samochodów ciężarowych[145].

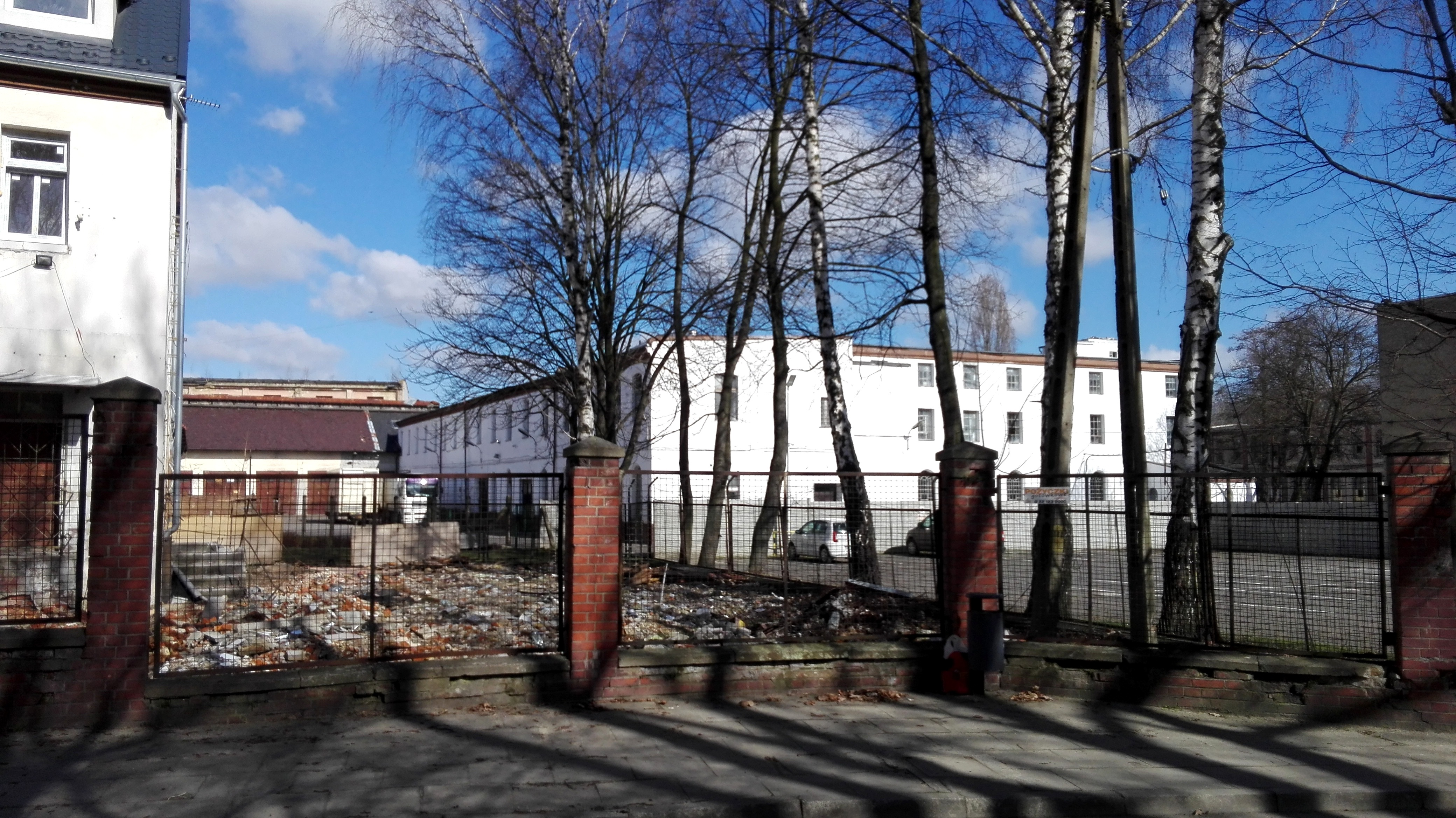
Budynek administracyjny

- Budynek administracyjny – budynek administracyjno-warsztatowy powstał około 1855 roku jako jeden z pierwszych obiektów zakładów bawełnianych Fränkla. Był to budynek produkcyjny, połączony funkcjonalnie z budynkiem późniejszych garaży (wówczas również budynek produkcyjny). W latach 60. XIX wieku od strony północno-wschodniej dobudowano obiekty związane z produkcją zakładu. Na przełomie XIX i XX wieku budynek podwyższono o jedną kondygnację i stworzono w nim pomieszczenia magazynowe. W czasie przenoszenia produkcji do nowych obiektów w budynku utworzono warsztaty mechaniczne zakładu. W momencie przejęcia zakładu przez Polaków w budynku urządzono na parterze warsztat oraz biura na piętrze[146].
- Budynek dyrekcji – siedziba dyrekcji zakładu w najstarszym bloku zabudowań zakładu. Budynek zniesiono około 1860 roku, prostopadle do ówczesnego budynku produkcyjnego (później administracyjnego), od jego północno-wschodniej strony. Pierwotnie był jednokondygnacyjny i pełnił funkcję magazynową. W latach 20. XX wieku zostały nadbudowane dwie kondygnacje pięter. Wschodnia przybudówka (budynek laboratorium) zachowała niezmieniony wygląd zewnętrzny. W latach 1954–1956 przeprowadzono remont generalny budynku dyrekcji[147].
- Drukarnia i warsztat elektryczny – budynek drukarni wzniesiony około 1860, prostopadle do budynku produkcyjnego (później administracyjnego), od jego północno-wschodniej strony. Pierwotnie jednokondygnacyjny, pełnił funkcję magazynową. Na przełomie XIX i XX wieku został nadbudowane dwie kondygnacje pięter. Do lat 60. XX wieku budynek zachował niezmieniony wygląd zewnętrzny. Około 1960 przeprowadzono remont kapitalny, zmieniając całkowicie wewnętrzną konstrukcję nośną budynku oraz wygląd elewacji. Od czasu przebudowy w budynku znajdowały się pomieszczenia: drukarni, ontroligatorni, warsztatu elektrycznego, wzorcowni, pracowni plastycznej i magazynów podręcznych[148].
- Magazyn techniczny – obiekt powstały około 1912 we wschodniej części zakładu bezpośrednio za najstarszym blokiem zabudowy. Pierwotna funkcja obiektu nieznana. Pierwotny układ piętra został zaburzony ściankami działowymi w latach 50. XX wieku[149].

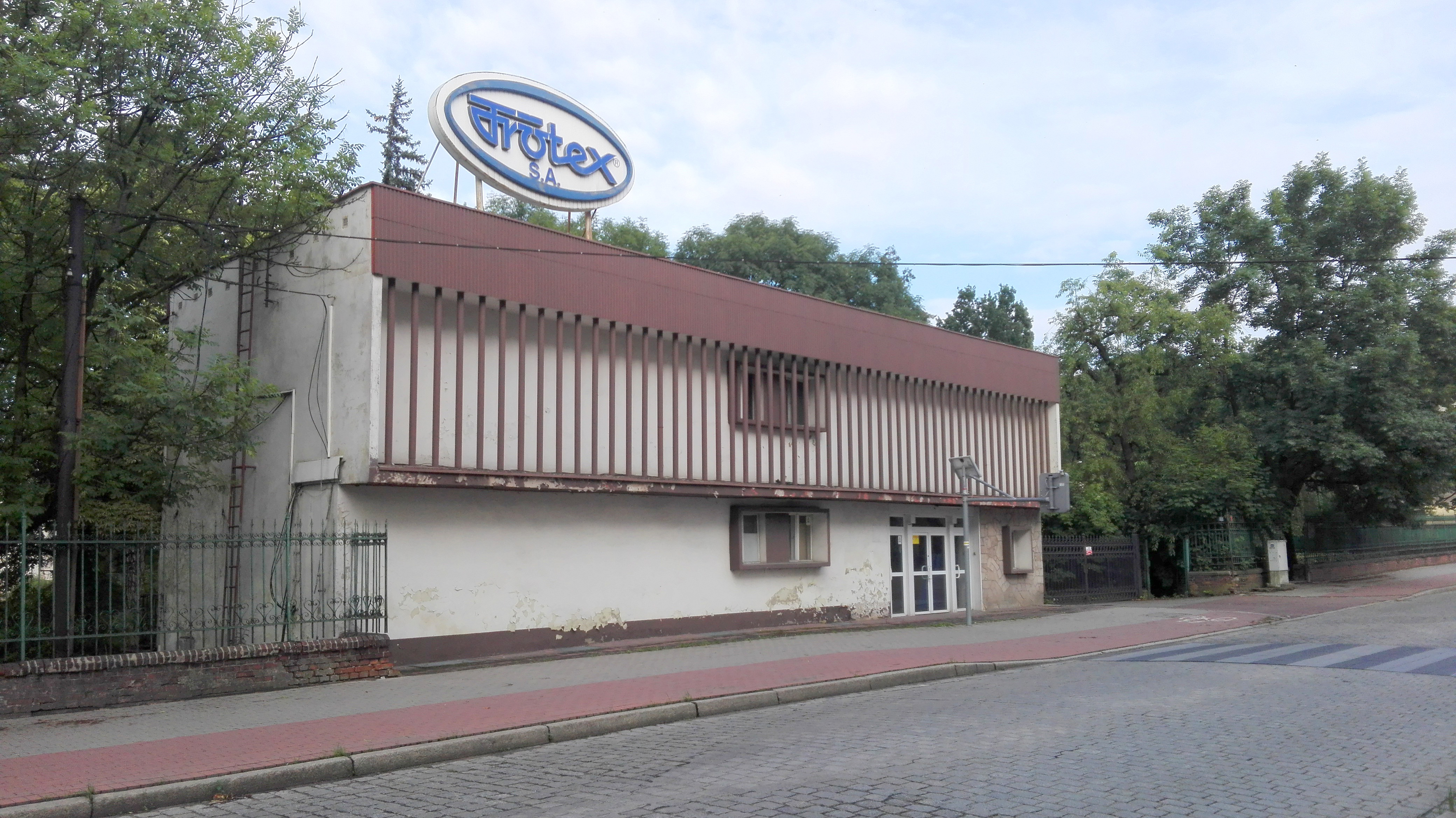
Portiernia

- Portiernia – dwukondygnacyjny, częściowo podpiwniczony budynek wzniesiony około 1875. Stropy Kleina na belkach stalowych. Zewnętrzne i wewnętrzne schody żelbetowe. Budynek został gruntownie przebudowany pod koniec lat 50. XX wieku[150].
- Akumulatorownia – gruntownie przebudowana dawna kotłownia, wzniesiona około 1860. Budynek jednokondygnacyjny, wzniesiony w konstrukcji tradycyjnej na planie prostokąta[150].
- Warsztat mechaniczny – budynek między budynkiem administracyjnym – dyrekcją i budynkiem garażowym, wzniesiony około 1910[150].
- Budynek warsztatowy – między warsztatem mechanicznym i przybudówkami garażu, zbudowany około 1912[150].
- Budynek administracyjny – trzykondygnacyjny budynek wzniesiony około 1920 na planie prostokąta z dobudówkami. Współcześnie przychodnia lekarska spółki Optima Medycyna[150].
- Stolarnia – jednokondygnacyjny budynek wzniesiony około 1880 roku przy południowej granicy działki[150].
- Budynek konfekcji – dwukondygnacyjny, wzniesiony około 1890[150].
- Magazyn wałów – budynek za magazynem technicznym, jednokondygnacyjny, wzniesiony w konstrukcji tradycyjnej około 1895. Współcześnie nie istnieje[150].
- Budynek magazynowy – wzniesiony w konstrukcji tradycyjnej około 1900, jednokondygnacyjny. Współcześnie nie istnieje[150].
- Magazyn złomu – jednokondygnacyjny, dwunawowy budynek, wzniesiony w konstrukcji tradycyjnej około 1895 na planie prostokąta. Nakryty dwoma dwuspadowymi dachami[150].
- Tkalnia nowa (sala 3 i 4) – budynek jednokondygnacyjny wzniesiony około 1890 za tkalnią starą, połączony z nią łącznikiem[150].

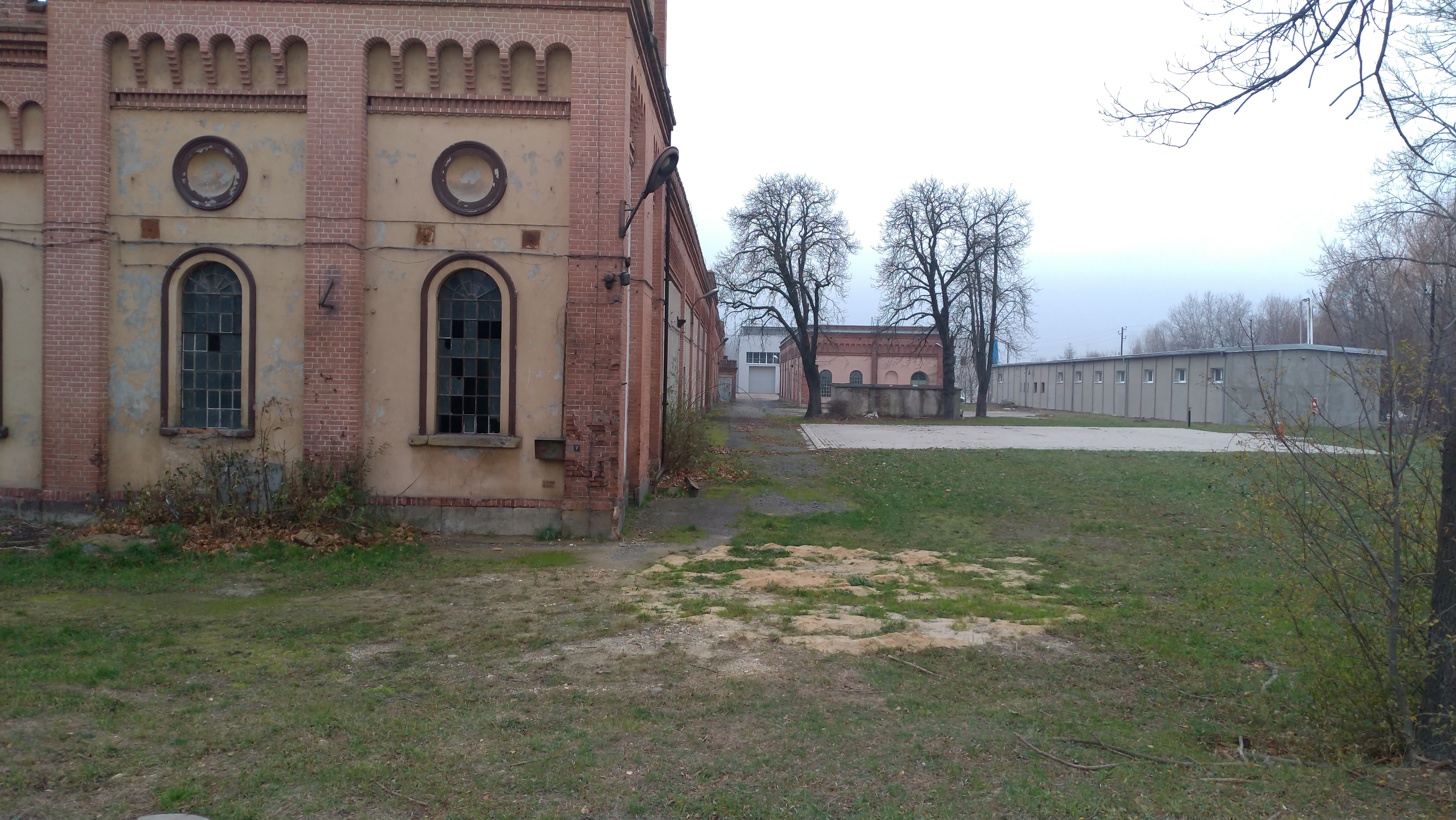
Szkoła tkacka, magazyn bawełny

- Szkoła tkacka, magazyn bawełny – obiekt od północnej strony tkalni starej, jednokondygnacyjny, wzniesiony w konstrukcji tradycyjnej około 1900[150].
- Budynek garażowo-magazynowy – budynek jednokondygnacyjny zbudowany około 1900 obok dawnego tartaku i elektrowni wodnej w konstrukcji tradycyjnej. W elewacji wschodniej rząd otworów drzwiowych[150].
- Wielorodzinny budynek mieszkalny – dom w południowo-zachodniej części przedsiębiorstwa, na wydzielonej działce z dojazdem od ulicy Nyskiej. Budynek trzykondygnacyjny, wzniesiony w konstrukcji tradycyjnej około 1910. Na elewacji wschodniej występują ozdobne rozety i kartusz z inicjałami Samuela Fränkla[150].
- Willa dyrektora (budynek mieszkalny) – jednokondygnacyjny budynek z mieszkalnym poddaszem, podpiwniczony, wzniesiony w konstrukcji tradycyjnej w 1912 na planie prostokąta z ryzalitami. Stropy międzykondygnacyjne i wewnętrzna klatka schodowa drewniane. Bryła rozczłonkowana nakryta dachem mansardowym[150]. Było to mieszkanie dla mistrzów tkalni. W 1994 budynek przeszedł na własność miasta Prudnik[151].

### Obiekty poza Prudnikiem
- Przędzalnia „Frotex” w Podlesiu – Podlesie 80
- Ośrodek Wczasowo-Kolonijny „Frotexu” w Pokrzywnej – Pokrzywna 46[152]

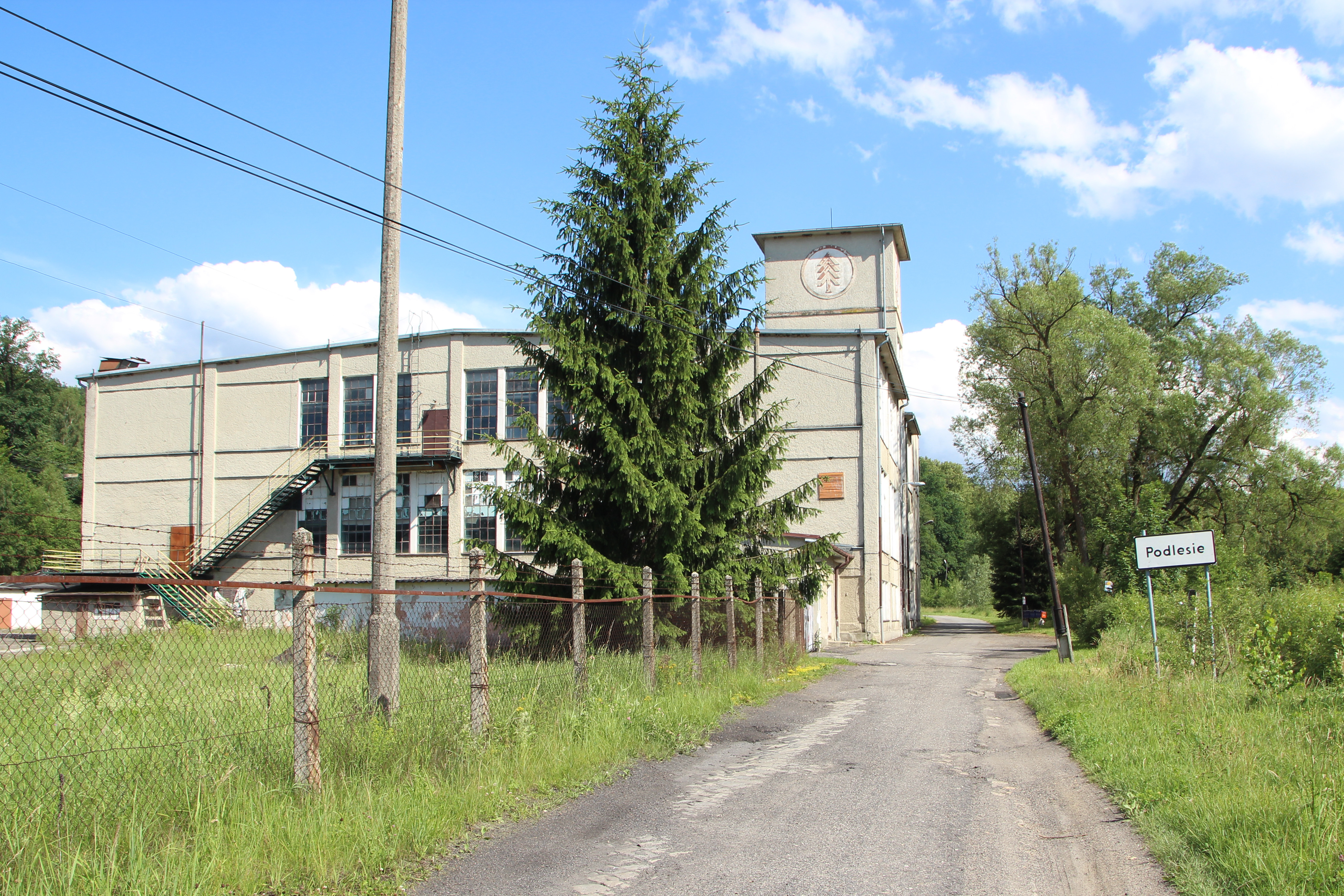
Przędzalnia „Frotex” w Podlesiu
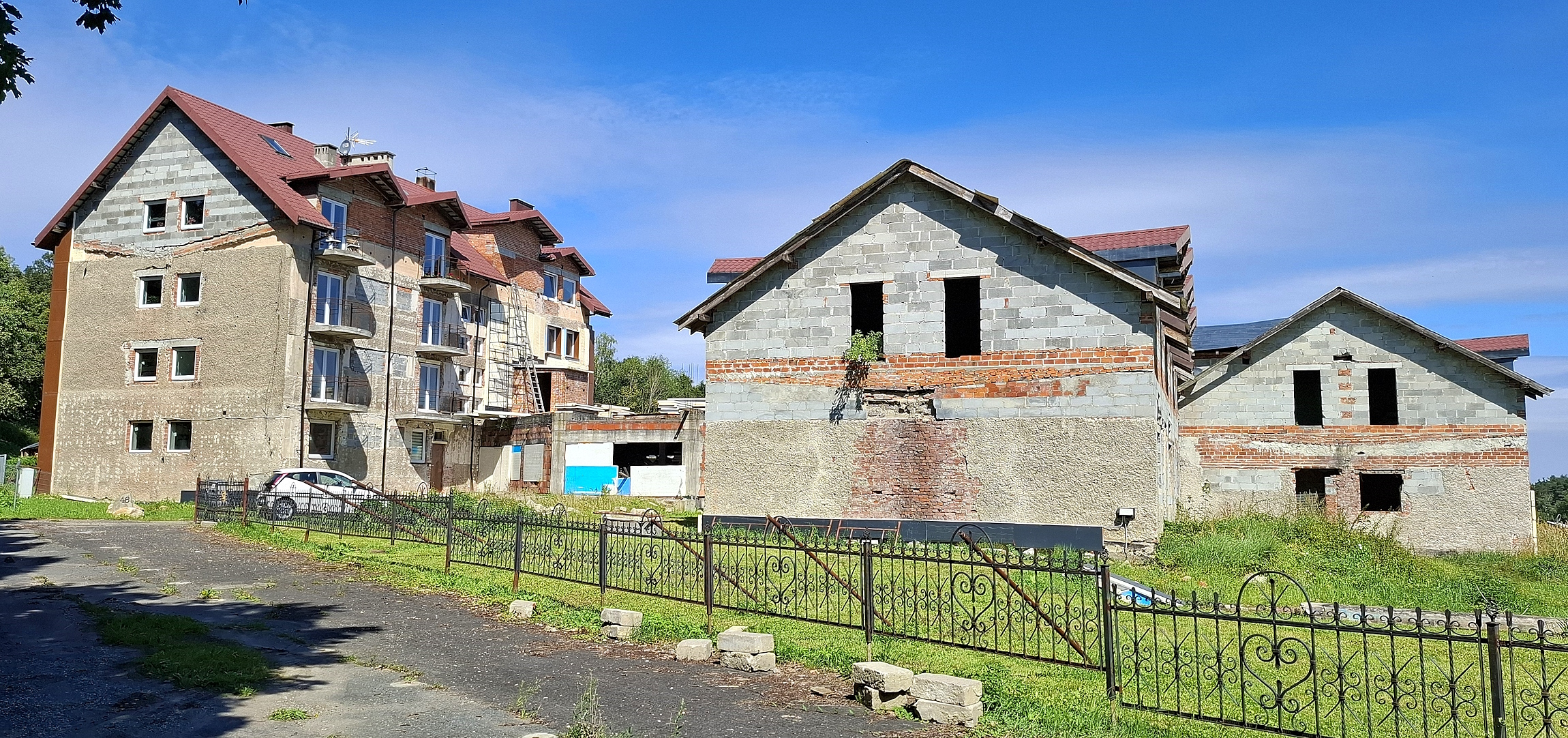
Ośrodek Wczasowo-Kolonijny „Frotexu” w Pokrzywnej

## Zatrudnienie

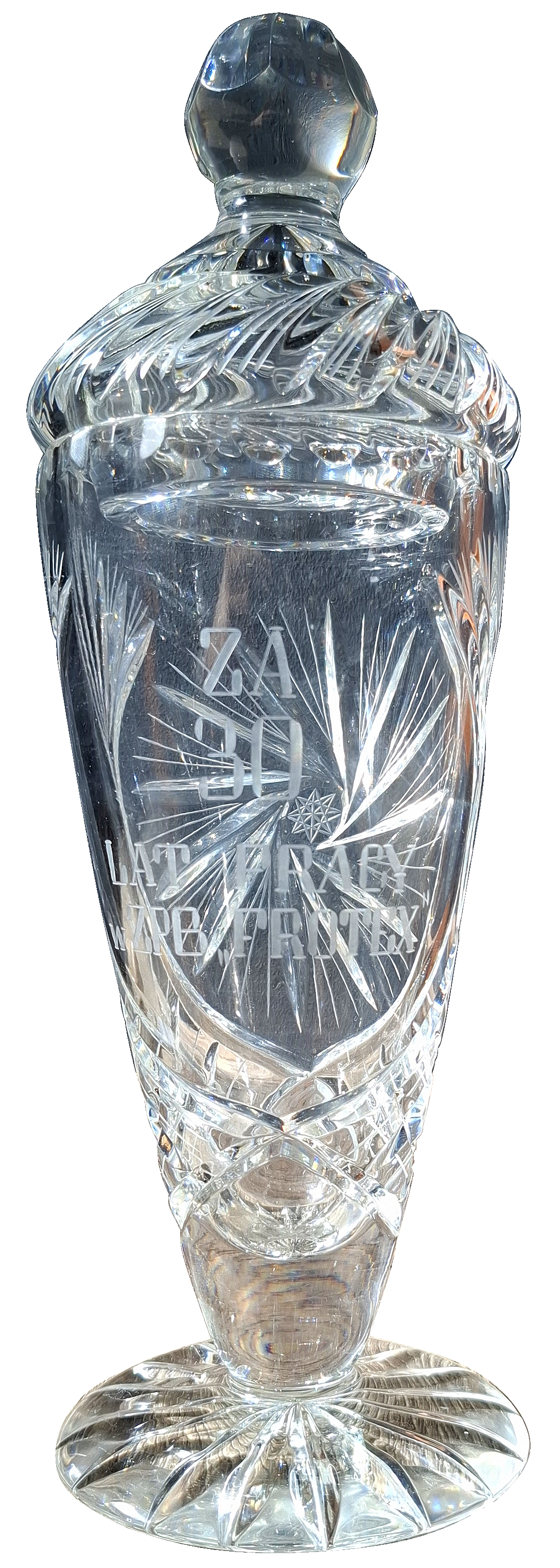
Kryształowy puchar przyznawany za 30 lat pracy w ZPB „Frotex”

Zatrudnienie w zakładach kształtowało się na następującym poziomie:
- 1863 – 1 900[153]
- 1890 – 1 029[154]
- 1906 – 3700
- 1910 – 4 000[5]
- 1913 – 4 000[6]
- 1920 – 4 000[154]
- 1938 – 2000
- 1939 – 1 500[154]
- 1944 – 1 900[39]
- 1945 – 1861
- 1958 – 2 500[155]
- 1962 – 3850
- 1965 – 4000
- 1990 – 1 500[66]
- 2002 – 800
- 2004 – 700[156]
- 2005 – 650[157]
- 2007 – 580
- 2008 – 550
- 2009 – 285[158]
- 2010 – 200
- 2011 – 165[159]

## Dyrektorzy i pracownicy

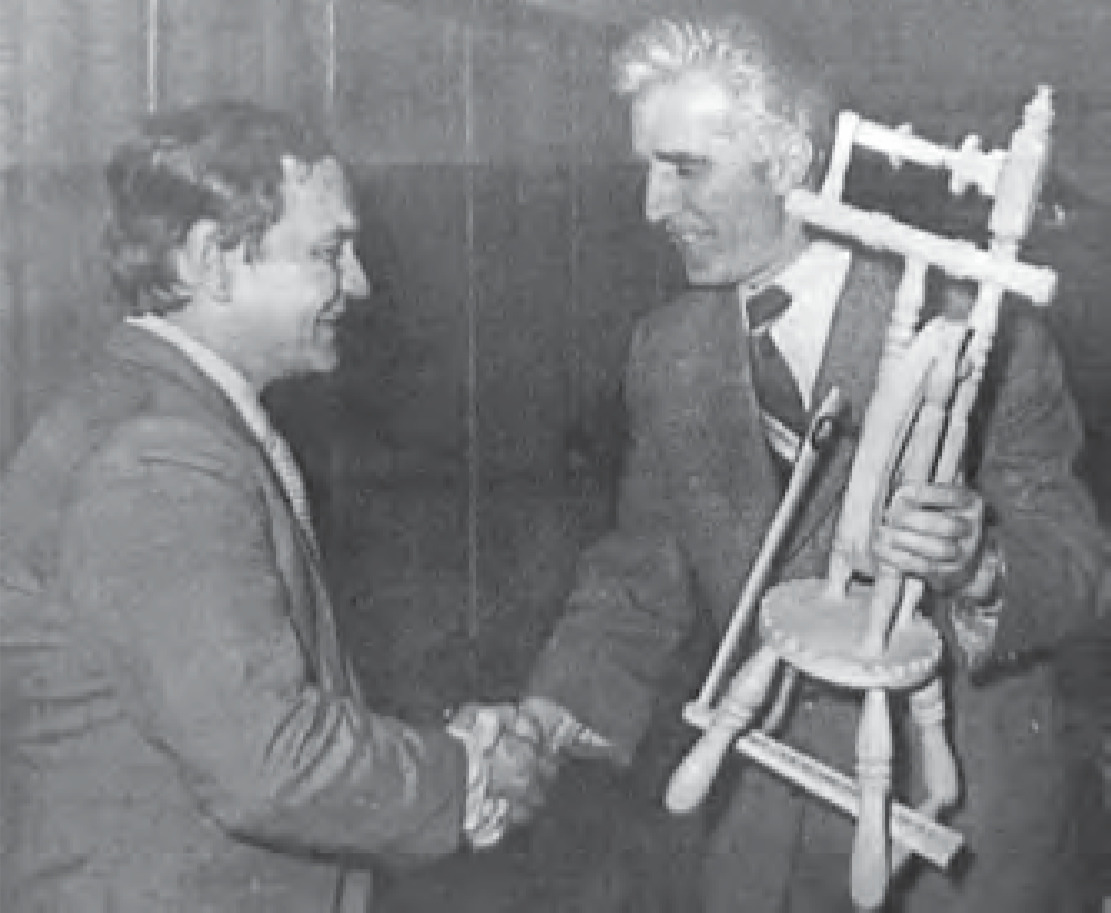
Bolesław Pohl wręcza Włodzimierzowi Puckowi nagrodę Pracownika Roku 1980

- współudziałowcy spółki S. Fränkel: Samuel Fränkel (1845–1881), Albert Fränkel (1864–1909), Josef Pinkus (1864–1909), Abraham Fränkel, Emanuel Fränkel (1869–1920), Hermann Fränkel (–1898), Max Pinkus (1887–1925), Kurt Fränkel (1909–1927), Hans Pinkus (1925–1938), Ernst Fränkel (1925–1938), Robert Holvoet (1934–1938)
- współudziałowcy spółki Schlesische Feinweberei AG Neustadt O.S. (1938–1945): Frida Otto, Robert Holvoet, Adolf Thamm, Georg Eichner
- prezesi „Frotexu”: Bolesław Pohl (–1990), Josel Czerniak (1990–2001)[66][160], Bogdan Stanach (2001–2002)[161][160][162], Stanisław Wedler (2002–2006)[163][164][165], Jarosław Staniec (2006–2007)[166][167][3], Piotr Połulich (2007–2009)[168][169][170][171], Andrzej Dudziński (2009–2010)[172][104][173]
- pracownicy zakładowi: Edward Cybulka, Anton Dalmus, Czesław Dumkiewicz, Stefania Gruszecka, Stanisław Juszczak, Rudolf Kawelmacher, Włodzimierz Kosiński, Joachim Mazur, Tadeusz Niebylski, Stanisław Pelczar, Włodzimierz Pucek, Andrzej Rogowski, Radosław Roszkowski, Witold Rygorowicz, Teofil Socha, Tadeusz Soroczyński, Antoni Weigt, Józef Wojaczek

Od 2010 przedsiębiorstwem zarządzał syndyk masy upadłościowej Tomasz Zimkowski.

## Odznaczenia i wyróżnienia
Odznaczenia
- Order Sztandaru Pracy II klasy (1978)[176]
- Krzyż Kawalerski Orderu Odrodzenia Polski[177]

Nagrody i wyróżnienia
- Sztandar Przechodni Ministra Przemysłu Lekkiego (1971)[178]
- Złoty Medal Międzynarodowych Targów Poznańskich „Jesień ’98” (1998)[179]
- wyróżnienie I edycji Opolskiej Nagrody Jakości (2004)[180]

## Nawiązania i odniesienia w kulturze
Odebranie fabryki tekstylnej Fränklom przez władze III Rzeszy oraz późniejsze ulokowanie w niej robotników przymusowych z Polski zostało opisane w powieści Lato umarłych snów autorstwa niemieckiego pisarza Harry’ego Thürka, przedstawiającej sytuację Niemców w Prudniku tuż po II wojnie światowej. „Frotex” został wspomniany w opowiadaniu Zapach szkła (2003) Andrzeja Ziemiańskiego.